# Lista de asteroides (102001-103000)
Esta é uma lista parcial de asteroides, do asteroide número 102001 até o 103000, inclusive. Veja também o índice com todas as listas disponíveis.

| Objeto Próximos à Terra | Cinturão de asteroides (interno) | Cinturão de asteroides (externo) | Centauro       |
| Cruzador de Marte       | Cinturão de asteroides (meio)    | Troianos de Júpiter              | Transnetuniano |

Veja mais dados de cada asteroide na ligação externa para o Minor Planet Center na última coluna.
Índice: 102001... 102101... 102201... 102301... 102401... 102501... 102601... 102701... 102801... 102901... 

## 102001–102100
| Designação | Designação | Descoberta  | Descoberta | Descobridor(es) | Categoria | Mais informações / Referência |
| Permanente | Provisória | Data        | Local      | Descobridor(es) | Categoria | Mais informações / Referência |
| ---------- | ---------- | ----------- | ---------- | --------------- | --------- | ----------------------------- |
| 102001     | 1999 RG79  | 7 set 1999  | Socorro    | LINEAR          | —         | MPC                           |
| 102002     | 1999 RR80  | 7 set 1999  | Socorro    | LINEAR          | —         | MPC                           |
| 102003     | 1999 RX80  | 7 set 1999  | Socorro    | LINEAR          | —         | MPC                           |
| 102004     | 1999 RC81  | 7 set 1999  | Socorro    | LINEAR          | —         | MPC                           |
| 102005     | 1999 RS81  | 7 set 1999  | Socorro    | LINEAR          | —         | MPC                           |
| 102006     | 1999 RA82  | 7 set 1999  | Socorro    | LINEAR          | —         | MPC                           |
| 102007     | 1999 RB82  | 7 set 1999  | Socorro    | LINEAR          | —         | MPC                           |
| 102008     | 1999 RD82  | 7 set 1999  | Socorro    | LINEAR          | —         | MPC                           |
| 102009     | 1999 RF82  | 7 set 1999  | Socorro    | LINEAR          | Ursula    | MPC                           |
| 102010     | 1999 RE84  | 7 set 1999  | Socorro    | LINEAR          | —         | MPC                           |
| 102011     | 1999 RR84  | 7 set 1999  | Socorro    | LINEAR          | —         | MPC                           |
| 102012     | 1999 RV85  | 7 set 1999  | Socorro    | LINEAR          | —         | MPC                           |
| 102013     | 1999 RX85  | 7 set 1999  | Socorro    | LINEAR          | —         | MPC                           |
| 102014     | 1999 RH86  | 7 set 1999  | Socorro    | LINEAR          | —         | MPC                           |
| 102015     | 1999 RK87  | 7 set 1999  | Socorro    | LINEAR          | —         | MPC                           |
| 102016     | 1999 RY87  | 7 set 1999  | Socorro    | LINEAR          | —         | MPC                           |
| 102017     | 1999 RD89  | 7 set 1999  | Socorro    | LINEAR          | —         | MPC                           |
| 102018     | 1999 RD90  | 7 set 1999  | Socorro    | LINEAR          | Ursula    | MPC                           |
| 102019     | 1999 RH90  | 7 set 1999  | Socorro    | LINEAR          | —         | MPC                           |
| 102020     | 1999 RK90  | 7 set 1999  | Socorro    | LINEAR          | —         | MPC                           |
| 102021     | 1999 RV92  | 7 set 1999  | Socorro    | LINEAR          | —         | MPC                           |
| 102022     | 1999 RX92  | 7 set 1999  | Socorro    | LINEAR          | —         | MPC                           |
| 102023     | 1999 RA93  | 7 set 1999  | Socorro    | LINEAR          | —         | MPC                           |
| 102024     | 1999 RY94  | 7 set 1999  | Socorro    | LINEAR          | —         | MPC                           |
| 102025     | 1999 RC97  | 7 set 1999  | Socorro    | LINEAR          | —         | MPC                           |
| 102026     | 1999 RF97  | 7 set 1999  | Socorro    | LINEAR          | Mitidika  | MPC                           |
| 102027     | 1999 RC98  | 7 set 1999  | Socorro    | LINEAR          | —         | MPC                           |
| 102028     | 1999 RL98  | 7 set 1999  | Socorro    | LINEAR          | Mitidika  | MPC                           |
| 102029     | 1999 RV99  | 8 set 1999  | Socorro    | LINEAR          | —         | MPC                           |
| 102030     | 1999 RJ100 | 8 set 1999  | Socorro    | LINEAR          | —         | MPC                           |
| 102031     | 1999 RC105 | 8 set 1999  | Socorro    | LINEAR          | —         | MPC                           |
| 102032     | 1999 RC106 | 8 set 1999  | Socorro    | LINEAR          | —         | MPC                           |
| 102033     | 1999 RU107 | 8 set 1999  | Socorro    | LINEAR          | —         | MPC                           |
| 102034     | 1999 RW107 | 8 set 1999  | Socorro    | LINEAR          | —         | MPC                           |
| 102035     | 1999 RG108 | 8 set 1999  | Socorro    | LINEAR          | —         | MPC                           |
| 102036     | 1999 RT108 | 8 set 1999  | Socorro    | LINEAR          | —         | MPC                           |
| 102037     | 1999 RU108 | 8 set 1999  | Socorro    | LINEAR          | —         | MPC                           |
| 102038     | 1999 RU109 | 8 set 1999  | Socorro    | LINEAR          | —         | MPC                           |
| 102039     | 1999 RT110 | 8 set 1999  | Socorro    | LINEAR          | —         | MPC                           |
| 102040     | 1999 RG112 | 9 set 1999  | Socorro    | LINEAR          | —         | MPC                           |
| 102041     | 1999 RT112 | 9 set 1999  | Socorro    | LINEAR          | —         | MPC                           |
| 102042     | 1999 RB114 | 9 set 1999  | Socorro    | LINEAR          | —         | MPC                           |
| 102043     | 1999 RU114 | 9 set 1999  | Socorro    | LINEAR          | —         | MPC                           |
| 102044     | 1999 RH115 | 9 set 1999  | Socorro    | LINEAR          | —         | MPC                           |
| 102045     | 1999 RQ115 | 9 set 1999  | Socorro    | LINEAR          | —         | MPC                           |
| 102046     | 1999 RG118 | 9 set 1999  | Socorro    | LINEAR          | —         | MPC                           |
| 102047     | 1999 RO120 | 9 set 1999  | Socorro    | LINEAR          | —         | MPC                           |
| 102048     | 1999 RJ121 | 13 set 1999 | Kitt Peak  | Spacewatch      | —         | MPC                           |
| 102049     | 1999 RM121 | 9 set 1999  | Socorro    | LINEAR          | —         | MPC                           |
| 102050     | 1999 RP122 | 9 set 1999  | Socorro    | LINEAR          | —         | MPC                           |
| 102051     | 1999 RR122 | 9 set 1999  | Socorro    | LINEAR          | —         | MPC                           |
| 102052     | 1999 RA125 | 9 set 1999  | Socorro    | LINEAR          | —         | MPC                           |
| 102053     | 1999 RB125 | 9 set 1999  | Socorro    | LINEAR          | —         | MPC                           |
| 102054     | 1999 RC125 | 9 set 1999  | Socorro    | LINEAR          | —         | MPC                           |
| 102055     | 1999 RH126 | 9 set 1999  | Socorro    | LINEAR          | —         | MPC                           |
| 102056     | 1999 RM126 | 9 set 1999  | Socorro    | LINEAR          | —         | MPC                           |
| 102057     | 1999 RL129 | 9 set 1999  | Socorro    | LINEAR          | —         | MPC                           |
| 102058     | 1999 RT129 | 9 set 1999  | Socorro    | LINEAR          | —         | MPC                           |
| 102059     | 1999 RM131 | 9 set 1999  | Socorro    | LINEAR          | —         | MPC                           |
| 102060     | 1999 RZ131 | 9 set 1999  | Socorro    | LINEAR          | —         | MPC                           |
| 102061     | 1999 RC132 | 9 set 1999  | Socorro    | LINEAR          | —         | MPC                           |
| 102062     | 1999 RN132 | 9 set 1999  | Socorro    | LINEAR          | —         | MPC                           |
| 102063     | 1999 RR134 | 9 set 1999  | Socorro    | LINEAR          | —         | MPC                           |
| 102064     | 1999 RW134 | 9 set 1999  | Socorro    | LINEAR          | —         | MPC                           |
| 102065     | 1999 RC136 | 9 set 1999  | Socorro    | LINEAR          | —         | MPC                           |
| 102066     | 1999 RV137 | 9 set 1999  | Socorro    | LINEAR          | —         | MPC                           |
| 102067     | 1999 RF138 | 9 set 1999  | Socorro    | LINEAR          | —         | MPC                           |
| 102068     | 1999 RC139 | 9 set 1999  | Socorro    | LINEAR          | —         | MPC                           |
| 102069     | 1999 RF139 | 9 set 1999  | Socorro    | LINEAR          | —         | MPC                           |
| 102070     | 1999 RH139 | 9 set 1999  | Socorro    | LINEAR          | —         | MPC                           |
| 102071     | 1999 RK139 | 9 set 1999  | Socorro    | LINEAR          | —         | MPC                           |
| 102072     | 1999 RE140 | 9 set 1999  | Socorro    | LINEAR          | —         | MPC                           |
| 102073     | 1999 RT140 | 9 set 1999  | Socorro    | LINEAR          | —         | MPC                           |
| 102074     | 1999 RN143 | 9 set 1999  | Socorro    | LINEAR          | —         | MPC                           |
| 102075     | 1999 RC144 | 9 set 1999  | Socorro    | LINEAR          | —         | MPC                           |
| 102076     | 1999 RL144 | 9 set 1999  | Socorro    | LINEAR          | —         | MPC                           |
| 102077     | 1999 RL146 | 9 set 1999  | Socorro    | LINEAR          | —         | MPC                           |
| 102078     | 1999 RS147 | 9 set 1999  | Socorro    | LINEAR          | —         | MPC                           |
| 102079     | 1999 RV147 | 9 set 1999  | Socorro    | LINEAR          | —         | MPC                           |
| 102080     | 1999 RP148 | 9 set 1999  | Socorro    | LINEAR          | —         | MPC                           |
| 102081     | 1999 RB149 | 9 set 1999  | Socorro    | LINEAR          | —         | MPC                           |
| 102082     | 1999 RK149 | 9 set 1999  | Socorro    | LINEAR          | —         | MPC                           |
| 102083     | 1999 RO149 | 9 set 1999  | Socorro    | LINEAR          | —         | MPC                           |
| 102084     | 1999 RF150 | 9 set 1999  | Socorro    | LINEAR          | Ursula    | MPC                           |
| 102085     | 1999 RK150 | 9 set 1999  | Socorro    | LINEAR          | —         | MPC                           |
| 102086     | 1999 RT150 | 9 set 1999  | Socorro    | LINEAR          | —         | MPC                           |
| 102087     | 1999 RT151 | 9 set 1999  | Socorro    | LINEAR          | —         | MPC                           |
| 102088     | 1999 RA152 | 9 set 1999  | Socorro    | LINEAR          | —         | MPC                           |
| 102089     | 1999 RK152 | 9 set 1999  | Socorro    | LINEAR          | —         | MPC                           |
| 102090     | 1999 RP153 | 9 set 1999  | Socorro    | LINEAR          | —         | MPC                           |
| 102091     | 1999 RL154 | 9 set 1999  | Socorro    | LINEAR          | —         | MPC                           |
| 102092     | 1999 RD155 | 9 set 1999  | Socorro    | LINEAR          | —         | MPC                           |
| 102093     | 1999 RH155 | 9 set 1999  | Socorro    | LINEAR          | —         | MPC                           |
| 102094     | 1999 RH156 | 9 set 1999  | Socorro    | LINEAR          | Ursula    | MPC                           |
| 102095     | 1999 RK156 | 9 set 1999  | Socorro    | LINEAR          | —         | MPC                           |
| 102096     | 1999 RX156 | 9 set 1999  | Socorro    | LINEAR          | —         | MPC                           |
| 102097     | 1999 RZ157 | 9 set 1999  | Socorro    | LINEAR          | —         | MPC                           |
| 102098     | 1999 RJ158 | 9 set 1999  | Socorro    | LINEAR          | —         | MPC                           |
| 102099     | 1999 RW158 | 9 set 1999  | Socorro    | LINEAR          | Mitidika  | MPC                           |
| 102100     | 1999 RG159 | 9 set 1999  | Socorro    | LINEAR          | —         | MPC                           |

## 102101–102200
| Designação | Designação | Descoberta  | Descoberta          | Descobridor(es) | Categoria | Mais informações / Referência |
| Permanente | Provisória | Data        | Local               | Descobridor(es) | Categoria | Mais informações / Referência |
| ---------- | ---------- | ----------- | ------------------- | --------------- | --------- | ----------------------------- |
| 102101     | 1999 RZ159 | 9 set 1999  | Socorro             | LINEAR          | —         | MPC                           |
| 102102     | 1999 RK160 | 9 set 1999  | Socorro             | LINEAR          | —         | MPC                           |
| 102103     | 1999 RA161 | 9 set 1999  | Socorro             | LINEAR          | —         | MPC                           |
| 102104     | 1999 RV161 | 9 set 1999  | Socorro             | LINEAR          | —         | MPC                           |
| 102105     | 1999 RA163 | 9 set 1999  | Socorro             | LINEAR          | —         | MPC                           |
| 102106     | 1999 RB163 | 9 set 1999  | Socorro             | LINEAR          | —         | MPC                           |
| 102107     | 1999 RL164 | 9 set 1999  | Socorro             | LINEAR          | —         | MPC                           |
| 102108     | 1999 RZ165 | 9 set 1999  | Socorro             | LINEAR          | Mitidika  | MPC                           |
| 102109     | 1999 RD166 | 9 set 1999  | Socorro             | LINEAR          | —         | MPC                           |
| 102110     | 1999 RV166 | 9 set 1999  | Socorro             | LINEAR          | —         | MPC                           |
| 102111     | 1999 RQ167 | 9 set 1999  | Socorro             | LINEAR          | —         | MPC                           |
| 102112     | 1999 RR167 | 9 set 1999  | Socorro             | LINEAR          | —         | MPC                           |
| 102113     | 1999 RZ167 | 9 set 1999  | Socorro             | LINEAR          | —         | MPC                           |
| 102114     | 1999 RW168 | 9 set 1999  | Socorro             | LINEAR          | —         | MPC                           |
| 102115     | 1999 RZ168 | 9 set 1999  | Socorro             | LINEAR          | —         | MPC                           |
| 102116     | 1999 RM170 | 9 set 1999  | Socorro             | LINEAR          | —         | MPC                           |
| 102117     | 1999 RW170 | 9 set 1999  | Socorro             | LINEAR          | —         | MPC                           |
| 102118     | 1999 RX170 | 9 set 1999  | Socorro             | LINEAR          | —         | MPC                           |
| 102119     | 1999 RO171 | 9 set 1999  | Socorro             | LINEAR          | —         | MPC                           |
| 102120     | 1999 RO172 | 9 set 1999  | Socorro             | LINEAR          | —         | MPC                           |
| 102121     | 1999 RL174 | 9 set 1999  | Socorro             | LINEAR          | Mitidika  | MPC                           |
| 102122     | 1999 RG175 | 9 set 1999  | Socorro             | LINEAR          | —         | MPC                           |
| 102123     | 1999 RP175 | 9 set 1999  | Socorro             | LINEAR          | —         | MPC                           |
| 102124     | 1999 RB177 | 9 set 1999  | Socorro             | LINEAR          | —         | MPC                           |
| 102125     | 1999 RQ177 | 9 set 1999  | Socorro             | LINEAR          | —         | MPC                           |
| 102126     | 1999 RW177 | 9 set 1999  | Socorro             | LINEAR          | —         | MPC                           |
| 102127     | 1999 RY177 | 9 set 1999  | Socorro             | LINEAR          | —         | MPC                           |
| 102128     | 1999 RC178 | 9 set 1999  | Socorro             | LINEAR          | —         | MPC                           |
| 102129     | 1999 RM179 | 9 set 1999  | Socorro             | LINEAR          | —         | MPC                           |
| 102130     | 1999 RT179 | 9 set 1999  | Socorro             | LINEAR          | —         | MPC                           |
| 102131     | 1999 RX179 | 9 set 1999  | Socorro             | LINEAR          | —         | MPC                           |
| 102132     | 1999 RH180 | 9 set 1999  | Socorro             | LINEAR          | —         | MPC                           |
| 102133     | 1999 RB181 | 9 set 1999  | Socorro             | LINEAR          | —         | MPC                           |
| 102134     | 1999 RD181 | 9 set 1999  | Socorro             | LINEAR          | Mitidika  | MPC                           |
| 102135     | 1999 RN182 | 9 set 1999  | Socorro             | LINEAR          | —         | MPC                           |
| 102136     | 1999 RO182 | 9 set 1999  | Socorro             | LINEAR          | —         | MPC                           |
| 102137     | 1999 RR182 | 9 set 1999  | Socorro             | LINEAR          | —         | MPC                           |
| 102138     | 1999 RS182 | 9 set 1999  | Socorro             | LINEAR          | —         | MPC                           |
| 102139     | 1999 RO183 | 9 set 1999  | Socorro             | LINEAR          | —         | MPC                           |
| 102140     | 1999 RS184 | 9 set 1999  | Socorro             | LINEAR          | —         | MPC                           |
| 102141     | 1999 RT184 | 9 set 1999  | Socorro             | LINEAR          | —         | MPC                           |
| 102142     | 1999 RB185 | 9 set 1999  | Socorro             | LINEAR          | —         | MPC                           |
| 102143     | 1999 RC186 | 9 set 1999  | Socorro             | LINEAR          | Mitidika  | MPC                           |
| 102144     | 1999 RA188 | 9 set 1999  | Socorro             | LINEAR          | —         | MPC                           |
| 102145     | 1999 RQ188 | 9 set 1999  | Socorro             | LINEAR          | —         | MPC                           |
| 102146     | 1999 RW191 | 11 set 1999 | Socorro             | LINEAR          | —         | MPC                           |
| 102147     | 1999 RC192 | 13 set 1999 | Socorro             | LINEAR          | —         | MPC                           |
| 102148     | 1999 RA195 | 8 set 1999  | Socorro             | LINEAR          | —         | MPC                           |
| 102149     | 1999 RH197 | 8 set 1999  | Socorro             | LINEAR          | —         | MPC                           |
| 102150     | 1999 RQ197 | 8 set 1999  | Socorro             | LINEAR          | —         | MPC                           |
| 102151     | 1999 RA198 | 8 set 1999  | Socorro             | LINEAR          | —         | MPC                           |
| 102152     | 1999 RL201 | 8 set 1999  | Socorro             | LINEAR          | —         | MPC                           |
| 102153     | 1999 RM201 | 8 set 1999  | Socorro             | LINEAR          | —         | MPC                           |
| 102154     | 1999 RK203 | 8 set 1999  | Socorro             | LINEAR          | —         | MPC                           |
| 102155     | 1999 RV203 | 8 set 1999  | Socorro             | LINEAR          | —         | MPC                           |
| 102156     | 1999 RV204 | 8 set 1999  | Socorro             | LINEAR          | —         | MPC                           |
| 102157     | 1999 RV206 | 8 set 1999  | Socorro             | LINEAR          | —         | MPC                           |
| 102158     | 1999 RC209 | 8 set 1999  | Socorro             | LINEAR          | —         | MPC                           |
| 102159     | 1999 RY213 | 13 set 1999 | Kitt Peak           | Spacewatch      | —         | MPC                           |
| 102160     | 1999 RG216 | 4 set 1999  | Anderson Mesa       | LONEOS          | —         | MPC                           |
| 102161     | 1999 RM217 | 3 set 1999  | Anderson Mesa       | LONEOS          | —         | MPC                           |
| 102162     | 1999 RH219 | 5 set 1999  | Kitt Peak           | Spacewatch      | Mitidika  | MPC                           |
| 102163     | 1999 RT219 | 4 set 1999  | Anderson Mesa       | LONEOS          | —         | MPC                           |
| 102164     | 1999 RE220 | 4 set 1999  | Catalina            | CSS             | —         | MPC                           |
| 102165     | 1999 RH220 | 4 set 1999  | Catalina            | CSS             | —         | MPC                           |
| 102166     | 1999 RR221 | 5 set 1999  | Catalina            | CSS             | —         | MPC                           |
| 102167     | 1999 RC223 | 7 set 1999  | Catalina            | CSS             | —         | MPC                           |
| 102168     | 1999 RD227 | 5 set 1999  | Catalina            | CSS             | —         | MPC                           |
| 102169     | 1999 RT227 | 7 set 1999  | Anderson Mesa       | LONEOS          | —         | MPC                           |
| 102170     | 1999 RA230 | 8 set 1999  | Catalina            | CSS             | —         | MPC                           |
| 102171     | 1999 RH230 | 8 set 1999  | Catalina            | CSS             | —         | MPC                           |
| 102172     | 1999 RW230 | 8 set 1999  | Catalina            | CSS             | —         | MPC                           |
| 102173     | 1999 RQ233 | 8 set 1999  | Catalina            | CSS             | —         | MPC                           |
| 102174     | 1999 RG234 | 8 set 1999  | Catalina            | CSS             | —         | MPC                           |
| 102175     | 1999 RK234 | 8 set 1999  | Catalina            | CSS             | —         | MPC                           |
| 102176     | 1999 RV235 | 8 set 1999  | Catalina            | CSS             | —         | MPC                           |
| 102177     | 1999 RS236 | 8 set 1999  | Catalina            | CSS             | —         | MPC                           |
| 102178     | 1999 RD237 | 8 set 1999  | Catalina            | CSS             | —         | MPC                           |
| 102179     | 1999 RX237 | 8 set 1999  | Catalina            | CSS             | —         | MPC                           |
| 102180     | 1999 RV238 | 8 set 1999  | Catalina            | CSS             | —         | MPC                           |
| 102181     | 1999 RT240 | 11 set 1999 | Anderson Mesa       | LONEOS          | Phocaea   | MPC                           |
| 102182     | 1999 RN241 | 14 set 1999 | Catalina            | CSS             | —         | MPC                           |
| 102183     | 1999 RL242 | 4 set 1999  | Anderson Mesa       | LONEOS          | —         | MPC                           |
| 102184     | 1999 RX242 | 4 set 1999  | Anderson Mesa       | LONEOS          | —         | MPC                           |
| 102185     | 1999 RJ250 | 7 set 1999  | Socorro             | LINEAR          | —         | MPC                           |
| 102186     | 1999 RC251 | 5 set 1999  | Kitt Peak           | Spacewatch      | Mitidika  | MPC                           |
| 102187     | 1999 RQ253 | 9 set 1999  | Socorro             | LINEAR          | —         | MPC                           |
| 102188     | 1999 RD255 | 4 set 1999  | Anderson Mesa       | LONEOS          | —         | MPC                           |
| 102189     | 1999 SX1   | 18 set 1999 | Socorro             | LINEAR          | —         | MPC                           |
| 102190     | 1999 SR3   | 27 set 1999 | Socorro             | LINEAR          | —         | MPC                           |
| 102191     | 1999 SH4   | 29 set 1999 | Višnjan Observatory | K. Korlević     | —         | MPC                           |
| 102192     | 1999 SP5   | 30 set 1999 | Socorro             | LINEAR          | —         | MPC                           |
| 102193     | 1999 SD6   | 30 set 1999 | Socorro             | LINEAR          | —         | MPC                           |
| 102194     | 1999 SV7   | 29 set 1999 | Socorro             | LINEAR          | —         | MPC                           |
| 102195     | 1999 ST10  | 30 set 1999 | Catalina            | CSS             | —         | MPC                           |
| 102196     | 1999 SC11  | 30 set 1999 | Catalina            | CSS             | —         | MPC                           |
| 102197     | 1999 SR11  | 30 set 1999 | Catalina            | CSS             | —         | MPC                           |
| 102198     | 1999 SU11  | 30 set 1999 | Catalina            | CSS             | —         | MPC                           |
| 102199     | 1999 SE13  | 30 set 1999 | Socorro             | LINEAR          | —         | MPC                           |
| 102200     | 1999 SU13  | 29 set 1999 | Catalina            | CSS             | —         | MPC                           |

## 102201–102300
| Designação            | Designação | Descoberta  | Descoberta          | Descobridor(es)               | Categoria | Mais informações / Referência |
| Permanente            | Provisória | Data        | Local               | Descobridor(es)               | Categoria | Mais informações / Referência |
| --------------------- | ---------- | ----------- | ------------------- | ----------------------------- | --------- | ----------------------------- |
| 102201                | 1999 SD15  | 29 set 1999 | Catalina            | CSS                           | —         | MPC                           |
| 102202                | 1999 SC17  | 30 set 1999 | Catalina            | CSS                           | —         | MPC                           |
| 102203                | 1999 SC19  | 30 set 1999 | Socorro             | LINEAR                        | —         | MPC                           |
| 102204                | 1999 SE19  | 30 set 1999 | Socorro             | LINEAR                        | —         | MPC                           |
| 102205                | 1999 SB20  | 30 set 1999 | Socorro             | LINEAR                        | —         | MPC                           |
| 102206                | 1999 SM20  | 30 set 1999 | Socorro             | LINEAR                        | —         | MPC                           |
| 102207                | 1999 SK21  | 30 set 1999 | Kitt Peak           | Spacewatch                    | —         | MPC                           |
| 102208                | 1999 SD22  | 21 set 1999 | Anderson Mesa       | LONEOS                        | —         | MPC                           |
| 102209                | 1999 SG25  | 30 set 1999 | Catalina            | CSS                           | —         | MPC                           |
| 102210                | 1999 SE27  | 29 set 1999 | Catalina            | CSS                           | —         | MPC                           |
| 102211 Angelofaggiano | 1999 TQ    | 1 out 1999  | Campo Catino        | M. Di Sora, F. Mallia         | —         | MPC                           |
| 102212                | 1999 TA1   | 1 out 1999  | Višnjan Observatory | K. Korlević                   | —         | MPC                           |
| 102213                | 1999 TL1   | 1 out 1999  | Višnjan Observatory | K. Korlević                   | —         | MPC                           |
| 102214                | 1999 TO1   | 1 out 1999  | Višnjan Observatory | K. Korlević                   | —         | MPC                           |
| 102215                | 1999 TR3   | 2 out 1999  | Ondřejov            | L. Kotková                    | —         | MPC                           |
| 102216                | 1999 TG4   | 3 out 1999  | Nacogdoches         | B. D. McCormack, D. W. Carona | —         | MPC                           |
| 102217                | 1999 TW4   | 4 out 1999  | Socorro             | LINEAR                        | —         | MPC                           |
| 102218                | 1999 TA6   | 5 out 1999  | Farpoint            | G. Bell, G. Hug               | —         | MPC                           |
| 102219                | 1999 TB6   | 6 out 1999  | Farpoint            | G. Bell, G. Hug               | —         | MPC                           |
| 102220                | 1999 TJ8   | 6 out 1999  | Višnjan Observatory | K. Korlević, M. Jurić         | —         | MPC                           |
| 102221                | 1999 TT9   | 7 out 1999  | Višnjan Observatory | K. Korlević, M. Jurić         | —         | MPC                           |
| 102222                | 1999 TA12  | 8 out 1999  | Črni Vrh            | Črni Vrh                      | —         | MPC                           |
| 102223                | 1999 TE12  | 10 out 1999 | Gnosca              | S. Sposetti                   | —         | MPC                           |
| 102224                | 1999 TG12  | 10 out 1999 | Gnosca              | S. Sposetti                   | —         | MPC                           |
| 102225                | 1999 TU12  | 10 out 1999 | Fountain Hills      | C. W. Juels                   | —         | MPC                           |
| 102226                | 1999 TL13  | 8 out 1999  | Hudson              | S. Brady                      | —         | MPC                           |
| 102227                | 1999 TB14  | 13 out 1999 | Prescott            | P. G. Comba                   | —         | MPC                           |
| 102228                | 1999 TG15  | 12 out 1999 | Ondřejov            | P. Pravec, P. Kušnirák        | —         | MPC                           |
| 102229                | 1999 TS17  | 15 out 1999 | Ondřejov            | P. Pravec, P. Kušnirák        | —         | MPC                           |
| 102230                | 1999 TA18  | 10 out 1999 | Xinglong            | SCAP                          | —         | MPC                           |
| 102231                | 1999 TS18  | 14 out 1999 | Xinglong            | SCAP                          | —         | MPC                           |
| 102232                | 1999 TX18  | 12 out 1999 | Črni Vrh            | Črni Vrh                      | —         | MPC                           |
| 102233                | 1999 TJ19  | 10 out 1999 | Calgary             | G. W. Billings                | —         | MPC                           |
| 102234 Olivebyrne     | 1999 TK20  | 5 out 1999  | Goodricke-Pigott    | R. A. Tucker                  | —         | MPC                           |
| 102235                | 1999 TN21  | 13 out 1999 | Bergisch Gladbach   | W. Bickel                     | —         | MPC                           |
| 102236                | 1999 TO21  | 2 out 1999  | Kitt Peak           | Spacewatch                    | —         | MPC                           |
| 102237                | 1999 TQ21  | 2 out 1999  | Kitt Peak           | Spacewatch                    | Brangane  | MPC                           |
| 102238                | 1999 TH22  | 3 out 1999  | Kitt Peak           | Spacewatch                    | —         | MPC                           |
| 102239                | 1999 TK22  | 3 out 1999  | Kitt Peak           | Spacewatch                    | —         | MPC                           |
| 102240                | 1999 TN22  | 3 out 1999  | Kitt Peak           | Spacewatch                    | —         | MPC                           |
| 102241                | 1999 TT22  | 3 out 1999  | Kitt Peak           | Spacewatch                    | —         | MPC                           |
| 102242                | 1999 TE25  | 3 out 1999  | Socorro             | LINEAR                        | —         | MPC                           |
| 102243                | 1999 TE26  | 3 out 1999  | Socorro             | LINEAR                        | —         | MPC                           |
| 102244                | 1999 TJ26  | 3 out 1999  | Socorro             | LINEAR                        | —         | MPC                           |
| 102245                | 1999 TO26  | 3 out 1999  | Socorro             | LINEAR                        | —         | MPC                           |
| 102246                | 1999 TV26  | 3 out 1999  | Socorro             | LINEAR                        | —         | MPC                           |
| 102247                | 1999 TY26  | 3 out 1999  | Socorro             | LINEAR                        | —         | MPC                           |
| 102248                | 1999 TD27  | 3 out 1999  | Socorro             | LINEAR                        | —         | MPC                           |
| 102249                | 1999 TE27  | 3 out 1999  | Socorro             | LINEAR                        | Phocaea   | MPC                           |
| 102250                | 1999 TU27  | 3 out 1999  | Socorro             | LINEAR                        | —         | MPC                           |
| 102251                | 1999 TD28  | 3 out 1999  | Socorro             | LINEAR                        | —         | MPC                           |
| 102252                | 1999 TG28  | 3 out 1999  | Socorro             | LINEAR                        | —         | MPC                           |
| 102253                | 1999 TH28  | 3 out 1999  | Socorro             | LINEAR                        | —         | MPC                           |
| 102254                | 1999 TO28  | 4 out 1999  | Socorro             | LINEAR                        | —         | MPC                           |
| 102255                | 1999 TR29  | 4 out 1999  | Socorro             | LINEAR                        | —         | MPC                           |
| 102256                | 1999 TP30  | 4 out 1999  | Socorro             | LINEAR                        | —         | MPC                           |
| 102257                | 1999 TZ30  | 4 out 1999  | Socorro             | LINEAR                        | —         | MPC                           |
| 102258                | 1999 TR31  | 4 out 1999  | Socorro             | LINEAR                        | —         | MPC                           |
| 102259                | 1999 TK32  | 4 out 1999  | Socorro             | LINEAR                        | —         | MPC                           |
| 102260                | 1999 TM33  | 4 out 1999  | Socorro             | LINEAR                        | —         | MPC                           |
| 102261                | 1999 TF34  | 1 out 1999  | Catalina            | CSS                           | —         | MPC                           |
| 102262                | 1999 TJ34  | 1 out 1999  | Catalina            | CSS                           | —         | MPC                           |
| 102263                | 1999 TF37  | 13 out 1999 | Anderson Mesa       | LONEOS                        | —         | MPC                           |
| 102264                | 1999 TU37  | 1 out 1999  | Catalina            | CSS                           | —         | MPC                           |
| 102265                | 1999 TK38  | 1 out 1999  | Catalina            | CSS                           | —         | MPC                           |
| 102266                | 1999 TD40  | 5 out 1999  | Catalina            | CSS                           | —         | MPC                           |
| 102267                | 1999 TZ40  | 5 out 1999  | Catalina            | CSS                           | —         | MPC                           |
| 102268                | 1999 TU43  | 3 out 1999  | Kitt Peak           | Spacewatch                    | —         | MPC                           |
| 102269                | 1999 TH44  | 3 out 1999  | Kitt Peak           | Spacewatch                    | —         | MPC                           |
| 102270                | 1999 TH45  | 3 out 1999  | Kitt Peak           | Spacewatch                    | —         | MPC                           |
| 102271                | 1999 TK45  | 3 out 1999  | Kitt Peak           | Spacewatch                    | —         | MPC                           |
| 102272                | 1999 TG46  | 4 out 1999  | Kitt Peak           | Spacewatch                    | —         | MPC                           |
| 102273                | 1999 TM46  | 4 out 1999  | Kitt Peak           | Spacewatch                    | —         | MPC                           |
| 102274                | 1999 TV46  | 4 out 1999  | Kitt Peak           | Spacewatch                    | —         | MPC                           |
| 102275                | 1999 TW50  | 4 out 1999  | Kitt Peak           | Spacewatch                    | —         | MPC                           |
| 102276                | 1999 TJ53  | 6 out 1999  | Kitt Peak           | Spacewatch                    | —         | MPC                           |
| 102277                | 1999 TY54  | 6 out 1999  | Kitt Peak           | Spacewatch                    | —         | MPC                           |
| 102278                | 1999 TH55  | 6 out 1999  | Kitt Peak           | Spacewatch                    | —         | MPC                           |
| 102279                | 1999 TS57  | 6 out 1999  | Kitt Peak           | Spacewatch                    | —         | MPC                           |
| 102280                | 1999 TE59  | 6 out 1999  | Kitt Peak           | Spacewatch                    | —         | MPC                           |
| 102281                | 1999 TM59  | 7 out 1999  | Kitt Peak           | Spacewatch                    | —         | MPC                           |
| 102282                | 1999 TX62  | 7 out 1999  | Kitt Peak           | Spacewatch                    | —         | MPC                           |
| 102283                | 1999 TG63  | 7 out 1999  | Kitt Peak           | Spacewatch                    | —         | MPC                           |
| 102284                | 1999 TM63  | 7 out 1999  | Kitt Peak           | Spacewatch                    | —         | MPC                           |
| 102285                | 1999 TP63  | 7 out 1999  | Kitt Peak           | Spacewatch                    | —         | MPC                           |
| 102286                | 1999 TR65  | 8 out 1999  | Kitt Peak           | Spacewatch                    | Mitidika  | MPC                           |
| 102287                | 1999 TB66  | 8 out 1999  | Kitt Peak           | Spacewatch                    | —         | MPC                           |
| 102288                | 1999 TR69  | 9 out 1999  | Kitt Peak           | Spacewatch                    | —         | MPC                           |
| 102289                | 1999 TS71  | 9 out 1999  | Kitt Peak           | Spacewatch                    | —         | MPC                           |
| 102290                | 1999 TH74  | 10 out 1999 | Kitt Peak           | Spacewatch                    | —         | MPC                           |
| 102291                | 1999 TT74  | 10 out 1999 | Kitt Peak           | Spacewatch                    | Mitidika  | MPC                           |
| 102292                | 1999 TX75  | 10 out 1999 | Kitt Peak           | Spacewatch                    | —         | MPC                           |
| 102293                | 1999 TK79  | 11 out 1999 | Kitt Peak           | Spacewatch                    | —         | MPC                           |
| 102294                | 1999 TW79  | 11 out 1999 | Kitt Peak           | Spacewatch                    | —         | MPC                           |
| 102295                | 1999 TM81  | 12 out 1999 | Kitt Peak           | Spacewatch                    | —         | MPC                           |
| 102296                | 1999 TF83  | 12 out 1999 | Kitt Peak           | Spacewatch                    | —         | MPC                           |
| 102297                | 1999 TH85  | 14 out 1999 | Kitt Peak           | Spacewatch                    | —         | MPC                           |
| 102298                | 1999 TO86  | 15 out 1999 | Kitt Peak           | Spacewatch                    | —         | MPC                           |
| 102299                | 1999 TV86  | 15 out 1999 | Kitt Peak           | Spacewatch                    | —         | MPC                           |
| 102300                | 1999 TS87  | 15 out 1999 | Kitt Peak           | Spacewatch                    | —         | MPC                           |

## 102301–102400
| Designação | Designação | Descoberta  | Descoberta | Descobridor(es) | Categoria | Mais informações / Referência |
| Permanente | Provisória | Data        | Local      | Descobridor(es) | Categoria | Mais informações / Referência |
| ---------- | ---------- | ----------- | ---------- | --------------- | --------- | ----------------------------- |
| 102301     | 1999 TO90  | 2 out 1999  | Socorro    | LINEAR          | —         | MPC                           |
| 102302     | 1999 TK91  | 2 out 1999  | Socorro    | LINEAR          | —         | MPC                           |
| 102303     | 1999 TQ91  | 2 out 1999  | Socorro    | LINEAR          | —         | MPC                           |
| 102304     | 1999 TB92  | 2 out 1999  | Socorro    | LINEAR          | —         | MPC                           |
| 102305     | 1999 TG92  | 2 out 1999  | Socorro    | LINEAR          | —         | MPC                           |
| 102306     | 1999 TF93  | 2 out 1999  | Socorro    | LINEAR          | —         | MPC                           |
| 102307     | 1999 TV95  | 2 out 1999  | Socorro    | LINEAR          | —         | MPC                           |
| 102308     | 1999 TF96  | 2 out 1999  | Socorro    | LINEAR          | —         | MPC                           |
| 102309     | 1999 TM96  | 2 out 1999  | Socorro    | LINEAR          | —         | MPC                           |
| 102310     | 1999 TR96  | 2 out 1999  | Socorro    | LINEAR          | —         | MPC                           |
| 102311     | 1999 TU96  | 2 out 1999  | Socorro    | LINEAR          | —         | MPC                           |
| 102312     | 1999 TA98  | 2 out 1999  | Socorro    | LINEAR          | —         | MPC                           |
| 102313     | 1999 TS98  | 2 out 1999  | Socorro    | LINEAR          | —         | MPC                           |
| 102314     | 1999 TB99  | 2 out 1999  | Socorro    | LINEAR          | —         | MPC                           |
| 102315     | 1999 TT99  | 2 out 1999  | Socorro    | LINEAR          | —         | MPC                           |
| 102316     | 1999 TN100 | 2 out 1999  | Socorro    | LINEAR          | —         | MPC                           |
| 102317     | 1999 TP101 | 2 out 1999  | Socorro    | LINEAR          | —         | MPC                           |
| 102318     | 1999 TF103 | 2 out 1999  | Socorro    | LINEAR          | —         | MPC                           |
| 102319     | 1999 TW103 | 3 out 1999  | Socorro    | LINEAR          | —         | MPC                           |
| 102320     | 1999 TF104 | 3 out 1999  | Socorro    | LINEAR          | —         | MPC                           |
| 102321     | 1999 TL105 | 3 out 1999  | Socorro    | LINEAR          | —         | MPC                           |
| 102322     | 1999 TS105 | 3 out 1999  | Socorro    | LINEAR          | —         | MPC                           |
| 102323     | 1999 TR106 | 4 out 1999  | Socorro    | LINEAR          | —         | MPC                           |
| 102324     | 1999 TZ106 | 4 out 1999  | Socorro    | LINEAR          | —         | MPC                           |
| 102325     | 1999 TB107 | 4 out 1999  | Socorro    | LINEAR          | —         | MPC                           |
| 102326     | 1999 TM108 | 4 out 1999  | Socorro    | LINEAR          | —         | MPC                           |
| 102327     | 1999 TG109 | 4 out 1999  | Socorro    | LINEAR          | —         | MPC                           |
| 102328     | 1999 TJ109 | 4 out 1999  | Socorro    | LINEAR          | —         | MPC                           |
| 102329     | 1999 TM110 | 4 out 1999  | Socorro    | LINEAR          | —         | MPC                           |
| 102330     | 1999 TA111 | 4 out 1999  | Socorro    | LINEAR          | —         | MPC                           |
| 102331     | 1999 TA112 | 4 out 1999  | Socorro    | LINEAR          | —         | MPC                           |
| 102332     | 1999 TG112 | 4 out 1999  | Socorro    | LINEAR          | —         | MPC                           |
| 102333     | 1999 TK112 | 4 out 1999  | Socorro    | LINEAR          | —         | MPC                           |
| 102334     | 1999 TP112 | 4 out 1999  | Socorro    | LINEAR          | —         | MPC                           |
| 102335     | 1999 TZ112 | 4 out 1999  | Socorro    | LINEAR          | —         | MPC                           |
| 102336     | 1999 TA114 | 4 out 1999  | Socorro    | LINEAR          | —         | MPC                           |
| 102337     | 1999 TN114 | 4 out 1999  | Socorro    | LINEAR          | —         | MPC                           |
| 102338     | 1999 TD115 | 4 out 1999  | Socorro    | LINEAR          | —         | MPC                           |
| 102339     | 1999 TH115 | 4 out 1999  | Socorro    | LINEAR          | —         | MPC                           |
| 102340     | 1999 TE116 | 4 out 1999  | Socorro    | LINEAR          | —         | MPC                           |
| 102341     | 1999 TR118 | 4 out 1999  | Socorro    | LINEAR          | —         | MPC                           |
| 102342     | 1999 TO120 | 4 out 1999  | Socorro    | LINEAR          | —         | MPC                           |
| 102343     | 1999 TP120 | 4 out 1999  | Socorro    | LINEAR          | —         | MPC                           |
| 102344     | 1999 TA121 | 4 out 1999  | Socorro    | LINEAR          | —         | MPC                           |
| 102345     | 1999 TQ121 | 4 out 1999  | Socorro    | LINEAR          | —         | MPC                           |
| 102346     | 1999 TF122 | 4 out 1999  | Socorro    | LINEAR          | —         | MPC                           |
| 102347     | 1999 TJ122 | 4 out 1999  | Socorro    | LINEAR          | —         | MPC                           |
| 102348     | 1999 TT122 | 4 out 1999  | Socorro    | LINEAR          | —         | MPC                           |
| 102349     | 1999 TX122 | 4 out 1999  | Socorro    | LINEAR          | —         | MPC                           |
| 102350     | 1999 TJ123 | 4 out 1999  | Socorro    | LINEAR          | —         | MPC                           |
| 102351     | 1999 TY123 | 4 out 1999  | Socorro    | LINEAR          | —         | MPC                           |
| 102352     | 1999 TY126 | 4 out 1999  | Socorro    | LINEAR          | —         | MPC                           |
| 102353     | 1999 TQ127 | 4 out 1999  | Socorro    | LINEAR          | Chloris   | MPC                           |
| 102354     | 1999 TD130 | 6 out 1999  | Socorro    | LINEAR          | —         | MPC                           |
| 102355     | 1999 TC131 | 6 out 1999  | Socorro    | LINEAR          | —         | MPC                           |
| 102356     | 1999 TN133 | 6 out 1999  | Socorro    | LINEAR          | —         | MPC                           |
| 102357     | 1999 TZ133 | 6 out 1999  | Socorro    | LINEAR          | Mitidika  | MPC                           |
| 102358     | 1999 TN134 | 6 out 1999  | Socorro    | LINEAR          | —         | MPC                           |
| 102359     | 1999 TO134 | 6 out 1999  | Socorro    | LINEAR          | —         | MPC                           |
| 102360     | 1999 TU134 | 6 out 1999  | Socorro    | LINEAR          | —         | MPC                           |
| 102361     | 1999 TE136 | 6 out 1999  | Socorro    | LINEAR          | —         | MPC                           |
| 102362     | 1999 TS138 | 6 out 1999  | Socorro    | LINEAR          | —         | MPC                           |
| 102363     | 1999 TG139 | 6 out 1999  | Socorro    | LINEAR          | —         | MPC                           |
| 102364     | 1999 TR139 | 6 out 1999  | Socorro    | LINEAR          | —         | MPC                           |
| 102365     | 1999 TU139 | 6 out 1999  | Socorro    | LINEAR          | —         | MPC                           |
| 102366     | 1999 TR140 | 6 out 1999  | Socorro    | LINEAR          | —         | MPC                           |
| 102367     | 1999 TS140 | 6 out 1999  | Socorro    | LINEAR          | —         | MPC                           |
| 102368     | 1999 TB141 | 6 out 1999  | Socorro    | LINEAR          | —         | MPC                           |
| 102369     | 1999 TC142 | 7 out 1999  | Socorro    | LINEAR          | —         | MPC                           |
| 102370     | 1999 TE143 | 7 out 1999  | Socorro    | LINEAR          | —         | MPC                           |
| 102371     | 1999 TW143 | 7 out 1999  | Socorro    | LINEAR          | —         | MPC                           |
| 102372     | 1999 TL144 | 7 out 1999  | Socorro    | LINEAR          | —         | MPC                           |
| 102373     | 1999 TP144 | 7 out 1999  | Socorro    | LINEAR          | —         | MPC                           |
| 102374     | 1999 TY144 | 7 out 1999  | Socorro    | LINEAR          | —         | MPC                           |
| 102375     | 1999 TK145 | 7 out 1999  | Socorro    | LINEAR          | Brangane  | MPC                           |
| 102376     | 1999 TX145 | 7 out 1999  | Socorro    | LINEAR          | —         | MPC                           |
| 102377     | 1999 TZ145 | 7 out 1999  | Socorro    | LINEAR          | —         | MPC                           |
| 102378     | 1999 TA146 | 7 out 1999  | Socorro    | LINEAR          | —         | MPC                           |
| 102379     | 1999 TR146 | 7 out 1999  | Socorro    | LINEAR          | —         | MPC                           |
| 102380     | 1999 TE150 | 7 out 1999  | Socorro    | LINEAR          | —         | MPC                           |
| 102381     | 1999 TU151 | 7 out 1999  | Socorro    | LINEAR          | —         | MPC                           |
| 102382     | 1999 TZ151 | 7 out 1999  | Socorro    | LINEAR          | —         | MPC                           |
| 102383     | 1999 TH152 | 7 out 1999  | Socorro    | LINEAR          | —         | MPC                           |
| 102384     | 1999 TL152 | 7 out 1999  | Socorro    | LINEAR          | —         | MPC                           |
| 102385     | 1999 TQ152 | 7 out 1999  | Socorro    | LINEAR          | —         | MPC                           |
| 102386     | 1999 TB153 | 7 out 1999  | Socorro    | LINEAR          | —         | MPC                           |
| 102387     | 1999 TB155 | 7 out 1999  | Socorro    | LINEAR          | —         | MPC                           |
| 102388     | 1999 TG155 | 7 out 1999  | Socorro    | LINEAR          | —         | MPC                           |
| 102389     | 1999 TM155 | 7 out 1999  | Socorro    | LINEAR          | —         | MPC                           |
| 102390     | 1999 TP155 | 7 out 1999  | Socorro    | LINEAR          | —         | MPC                           |
| 102391     | 1999 TH157 | 9 out 1999  | Socorro    | LINEAR          | —         | MPC                           |
| 102392     | 1999 TN157 | 9 out 1999  | Socorro    | LINEAR          | —         | MPC                           |
| 102393     | 1999 TA160 | 9 out 1999  | Socorro    | LINEAR          | —         | MPC                           |
| 102394     | 1999 TL161 | 9 out 1999  | Socorro    | LINEAR          | —         | MPC                           |
| 102395     | 1999 TE164 | 9 out 1999  | Socorro    | LINEAR          | —         | MPC                           |
| 102396     | 1999 TD166 | 10 out 1999 | Socorro    | LINEAR          | —         | MPC                           |
| 102397     | 1999 TN167 | 10 out 1999 | Socorro    | LINEAR          | —         | MPC                           |
| 102398     | 1999 TZ168 | 10 out 1999 | Socorro    | LINEAR          | —         | MPC                           |
| 102399     | 1999 TG169 | 10 out 1999 | Socorro    | LINEAR          | —         | MPC                           |
| 102400     | 1999 TW169 | 10 out 1999 | Socorro    | LINEAR          | —         | MPC                           |

## 102401–102500
| Designação | Designação | Descoberta  | Descoberta    | Descobridor(es) | Categoria | Mais informações / Referência |
| Permanente | Provisória | Data        | Local         | Descobridor(es) | Categoria | Mais informações / Referência |
| ---------- | ---------- | ----------- | ------------- | --------------- | --------- | ----------------------------- |
| 102401     | 1999 TY169 | 10 out 1999 | Socorro       | LINEAR          | —         | MPC                           |
| 102402     | 1999 TS171 | 10 out 1999 | Socorro       | LINEAR          | —         | MPC                           |
| 102403     | 1999 TB172 | 10 out 1999 | Socorro       | LINEAR          | Chloris   | MPC                           |
| 102404     | 1999 TJ172 | 10 out 1999 | Socorro       | LINEAR          | —         | MPC                           |
| 102405     | 1999 TP172 | 10 out 1999 | Socorro       | LINEAR          | —         | MPC                           |
| 102406     | 1999 TR173 | 10 out 1999 | Socorro       | LINEAR          | Mitidika  | MPC                           |
| 102407     | 1999 TW174 | 10 out 1999 | Socorro       | LINEAR          | —         | MPC                           |
| 102408     | 1999 TM175 | 10 out 1999 | Socorro       | LINEAR          | —         | MPC                           |
| 102409     | 1999 TN175 | 10 out 1999 | Socorro       | LINEAR          | —         | MPC                           |
| 102410     | 1999 TS175 | 10 out 1999 | Socorro       | LINEAR          | —         | MPC                           |
| 102411     | 1999 TB177 | 10 out 1999 | Socorro       | LINEAR          | —         | MPC                           |
| 102412     | 1999 TZ179 | 10 out 1999 | Socorro       | LINEAR          | Mitidika  | MPC                           |
| 102413     | 1999 TC181 | 10 out 1999 | Socorro       | LINEAR          | —         | MPC                           |
| 102414     | 1999 TA182 | 11 out 1999 | Socorro       | LINEAR          | —         | MPC                           |
| 102415     | 1999 TH183 | 11 out 1999 | Socorro       | LINEAR          | —         | MPC                           |
| 102416     | 1999 TL184 | 12 out 1999 | Socorro       | LINEAR          | —         | MPC                           |
| 102417     | 1999 TN184 | 12 out 1999 | Socorro       | LINEAR          | —         | MPC                           |
| 102418     | 1999 TN187 | 12 out 1999 | Socorro       | LINEAR          | —         | MPC                           |
| 102419     | 1999 TD189 | 12 out 1999 | Socorro       | LINEAR          | —         | MPC                           |
| 102420     | 1999 TC190 | 12 out 1999 | Socorro       | LINEAR          | Phocaea   | MPC                           |
| 102421     | 1999 TZ190 | 12 out 1999 | Socorro       | LINEAR          | —         | MPC                           |
| 102422     | 1999 TW191 | 12 out 1999 | Socorro       | LINEAR          | —         | MPC                           |
| 102423     | 1999 TJ192 | 12 out 1999 | Socorro       | LINEAR          | —         | MPC                           |
| 102424     | 1999 TD194 | 12 out 1999 | Socorro       | LINEAR          | —         | MPC                           |
| 102425     | 1999 TN194 | 12 out 1999 | Socorro       | LINEAR          | —         | MPC                           |
| 102426     | 1999 TY196 | 12 out 1999 | Socorro       | LINEAR          | —         | MPC                           |
| 102427     | 1999 TK200 | 12 out 1999 | Socorro       | LINEAR          | —         | MPC                           |
| 102428     | 1999 TD201 | 13 out 1999 | Socorro       | LINEAR          | —         | MPC                           |
| 102429     | 1999 TD202 | 13 out 1999 | Socorro       | LINEAR          | —         | MPC                           |
| 102430     | 1999 TG204 | 13 out 1999 | Socorro       | LINEAR          | —         | MPC                           |
| 102431     | 1999 TL205 | 13 out 1999 | Socorro       | LINEAR          | —         | MPC                           |
| 102432     | 1999 TA207 | 14 out 1999 | Socorro       | LINEAR          | —         | MPC                           |
| 102433     | 1999 TL209 | 14 out 1999 | Socorro       | LINEAR          | —         | MPC                           |
| 102434     | 1999 TD210 | 14 out 1999 | Socorro       | LINEAR          | —         | MPC                           |
| 102435     | 1999 TN210 | 14 out 1999 | Socorro       | LINEAR          | Phocaea   | MPC                           |
| 102436     | 1999 TX211 | 15 out 1999 | Socorro       | LINEAR          | —         | MPC                           |
| 102437     | 1999 TY212 | 15 out 1999 | Socorro       | LINEAR          | —         | MPC                           |
| 102438     | 1999 TJ213 | 15 out 1999 | Socorro       | LINEAR          | —         | MPC                           |
| 102439     | 1999 TQ213 | 15 out 1999 | Socorro       | LINEAR          | —         | MPC                           |
| 102440     | 1999 TW213 | 15 out 1999 | Socorro       | LINEAR          | Mitidika  | MPC                           |
| 102441     | 1999 TX213 | 15 out 1999 | Socorro       | LINEAR          | —         | MPC                           |
| 102442     | 1999 TZ214 | 15 out 1999 | Socorro       | LINEAR          | —         | MPC                           |
| 102443     | 1999 TB215 | 15 out 1999 | Socorro       | LINEAR          | —         | MPC                           |
| 102444     | 1999 TT215 | 15 out 1999 | Socorro       | LINEAR          | —         | MPC                           |
| 102445     | 1999 TF216 | 15 out 1999 | Socorro       | LINEAR          | —         | MPC                           |
| 102446     | 1999 TO216 | 15 out 1999 | Socorro       | LINEAR          | —         | MPC                           |
| 102447     | 1999 TR216 | 15 out 1999 | Socorro       | LINEAR          | —         | MPC                           |
| 102448     | 1999 TS216 | 15 out 1999 | Socorro       | LINEAR          | —         | MPC                           |
| 102449     | 1999 TC217 | 15 out 1999 | Socorro       | LINEAR          | —         | MPC                           |
| 102450     | 1999 TD217 | 15 out 1999 | Socorro       | LINEAR          | Mitidika  | MPC                           |
| 102451     | 1999 TL217 | 15 out 1999 | Socorro       | LINEAR          | —         | MPC                           |
| 102452     | 1999 TV217 | 15 out 1999 | Socorro       | LINEAR          | —         | MPC                           |
| 102453     | 1999 TW217 | 15 out 1999 | Socorro       | LINEAR          | —         | MPC                           |
| 102454     | 1999 TY218 | 1 out 1999  | Catalina      | CSS             | —         | MPC                           |
| 102455     | 1999 TU220 | 1 out 1999  | Catalina      | CSS             | —         | MPC                           |
| 102456     | 1999 TJ221 | 2 out 1999  | Socorro       | LINEAR          | —         | MPC                           |
| 102457     | 1999 TP221 | 2 out 1999  | Anderson Mesa | LONEOS          | —         | MPC                           |
| 102458     | 1999 TH225 | 2 out 1999  | Kitt Peak     | Spacewatch      | Brangane  | MPC                           |
| 102459     | 1999 TD226 | 2 out 1999  | Kitt Peak     | Spacewatch      | —         | MPC                           |
| 102460     | 1999 TN226 | 3 out 1999  | Kitt Peak     | Spacewatch      | —         | MPC                           |
| 102461     | 1999 TG227 | 1 out 1999  | Anderson Mesa | LONEOS          | —         | MPC                           |
| 102462     | 1999 TE229 | 4 out 1999  | Anderson Mesa | LONEOS          | —         | MPC                           |
| 102463     | 1999 TD230 | 3 out 1999  | Anderson Mesa | LONEOS          | —         | MPC                           |
| 102464     | 1999 TG230 | 3 out 1999  | Anderson Mesa | LONEOS          | —         | MPC                           |
| 102465     | 1999 TB231 | 5 out 1999  | Catalina      | CSS             | —         | MPC                           |
| 102466     | 1999 TW232 | 6 out 1999  | Socorro       | LINEAR          | —         | MPC                           |
| 102467     | 1999 TA233 | 7 out 1999  | Catalina      | CSS             | —         | MPC                           |
| 102468     | 1999 TV234 | 3 out 1999  | Catalina      | CSS             | —         | MPC                           |
| 102469     | 1999 TC237 | 3 out 1999  | Catalina      | CSS             | —         | MPC                           |
| 102470     | 1999 TQ239 | 4 out 1999  | Catalina      | CSS             | —         | MPC                           |
| 102471     | 1999 TN241 | 4 out 1999  | Catalina      | CSS             | —         | MPC                           |
| 102472     | 1999 TT242 | 4 out 1999  | Catalina      | CSS             | —         | MPC                           |
| 102473     | 1999 TW244 | 7 out 1999  | Catalina      | CSS             | —         | MPC                           |
| 102474     | 1999 TZ245 | 7 out 1999  | Catalina      | CSS             | Phocaea   | MPC                           |
| 102475     | 1999 TA246 | 7 out 1999  | Catalina      | CSS             | —         | MPC                           |
| 102476     | 1999 TC246 | 8 out 1999  | Catalina      | CSS             | —         | MPC                           |
| 102477     | 1999 TQ247 | 8 out 1999  | Catalina      | CSS             | —         | MPC                           |
| 102478     | 1999 TN248 | 8 out 1999  | Catalina      | CSS             | —         | MPC                           |
| 102479     | 1999 TQ250 | 9 out 1999  | Catalina      | CSS             | —         | MPC                           |
| 102480     | 1999 TW250 | 9 out 1999  | Catalina      | CSS             | —         | MPC                           |
| 102481     | 1999 TG252 | 8 out 1999  | Socorro       | LINEAR          | —         | MPC                           |
| 102482     | 1999 TH252 | 8 out 1999  | Socorro       | LINEAR          | —         | MPC                           |
| 102483     | 1999 TA253 | 9 out 1999  | Socorro       | LINEAR          | —         | MPC                           |
| 102484     | 1999 TU256 | 9 out 1999  | Socorro       | LINEAR          | —         | MPC                           |
| 102485     | 1999 TQ258 | 9 out 1999  | Socorro       | LINEAR          | —         | MPC                           |
| 102486     | 1999 TY258 | 9 out 1999  | Socorro       | LINEAR          | —         | MPC                           |
| 102487     | 1999 TF260 | 10 out 1999 | Kitt Peak     | Spacewatch      | —         | MPC                           |
| 102488     | 1999 TU260 | 12 out 1999 | Socorro       | LINEAR          | —         | MPC                           |
| 102489     | 1999 TC262 | 13 out 1999 | Socorro       | LINEAR          | —         | MPC                           |
| 102490     | 1999 TD264 | 15 out 1999 | Kitt Peak     | Spacewatch      | —         | MPC                           |
| 102491     | 1999 TK264 | 15 out 1999 | Kitt Peak     | Spacewatch      | —         | MPC                           |
| 102492     | 1999 TG265 | 3 out 1999  | Socorro       | LINEAR          | —         | MPC                           |
| 102493     | 1999 TW265 | 3 out 1999  | Socorro       | LINEAR          | —         | MPC                           |
| 102494     | 1999 TQ273 | 5 out 1999  | Socorro       | LINEAR          | —         | MPC                           |
| 102495     | 1999 TH274 | 6 out 1999  | Socorro       | LINEAR          | —         | MPC                           |
| 102496     | 1999 TT277 | 6 out 1999  | Socorro       | LINEAR          | —         | MPC                           |
| 102497     | 1999 TY278 | 6 out 1999  | Socorro       | LINEAR          | —         | MPC                           |
| 102498     | 1999 TQ280 | 8 out 1999  | Socorro       | LINEAR          | —         | MPC                           |
| 102499     | 1999 TD282 | 8 out 1999  | Socorro       | LINEAR          | Eos       | MPC                           |
| 102500     | 1999 TG283 | 9 out 1999  | Socorro       | LINEAR          | —         | MPC                           |

## 102501–102600
| Designação       | Designação | Descoberta  | Descoberta          | Descobridor(es)   | Categoria | Mais informações / Referência |
| Permanente       | Provisória | Data        | Local               | Descobridor(es)   | Categoria | Mais informações / Referência |
| ---------------- | ---------- | ----------- | ------------------- | ----------------- | --------- | ----------------------------- |
| 102501           | 1999 TZ283 | 9 out 1999  | Socorro             | LINEAR            | —         | MPC                           |
| 102502           | 1999 TF285 | 9 out 1999  | Socorro             | LINEAR            | —         | MPC                           |
| 102503           | 1999 TJ288 | 10 out 1999 | Socorro             | LINEAR            | —         | MPC                           |
| 102504           | 1999 TV288 | 10 out 1999 | Socorro             | LINEAR            | —         | MPC                           |
| 102505           | 1999 TZ288 | 10 out 1999 | Socorro             | LINEAR            | —         | MPC                           |
| 102506           | 1999 TU289 | 10 out 1999 | Socorro             | LINEAR            | —         | MPC                           |
| 102507           | 1999 TL290 | 10 out 1999 | Socorro             | LINEAR            | —         | MPC                           |
| 102508           | 1999 TZ291 | 11 out 1999 | Socorro             | LINEAR            | —         | MPC                           |
| 102509           | 1999 TE293 | 12 out 1999 | Socorro             | LINEAR            | —         | MPC                           |
| 102510           | 1999 TP293 | 12 out 1999 | Socorro             | LINEAR            | —         | MPC                           |
| 102511           | 1999 TQ298 | 2 out 1999  | Kitt Peak           | Spacewatch        | —         | MPC                           |
| 102512           | 1999 TO300 | 3 out 1999  | Kitt Peak           | Spacewatch        | —         | MPC                           |
| 102513           | 1999 TE303 | 4 out 1999  | Kitt Peak           | Spacewatch        | —         | MPC                           |
| 102514           | 1999 TC304 | 4 out 1999  | Catalina            | CSS               | —         | MPC                           |
| 102515           | 1999 TT305 | 3 out 1999  | Catalina            | CSS               | —         | MPC                           |
| 102516           | 1999 TC306 | 6 out 1999  | Socorro             | LINEAR            | —         | MPC                           |
| 102517           | 1999 TZ309 | 4 out 1999  | Kitt Peak           | Spacewatch        | —         | MPC                           |
| 102518           | 1999 TB312 | 8 out 1999  | Kitt Peak           | Spacewatch        | —         | MPC                           |
| 102519           | 1999 TO312 | 5 out 1999  | Anderson Mesa       | LONEOS            | —         | MPC                           |
| 102520           | 1999 TW318 | 12 out 1999 | Kitt Peak           | Spacewatch        | —         | MPC                           |
| 102521           | 1999 TE319 | 9 out 1999  | Socorro             | LINEAR            | —         | MPC                           |
| 102522           | 1999 TC321 | 10 out 1999 | Socorro             | LINEAR            | —         | MPC                           |
| 102523           | 1999 UG    | 16 out 1999 | Višnjan Observatory | K. Korlević       | Mitidika  | MPC                           |
| 102524           | 1999 UK    | 16 out 1999 | Višnjan Observatory | K. Korlević       | —         | MPC                           |
| 102525           | 1999 UV    | 16 out 1999 | Višnjan Observatory | K. Korlević       | —         | MPC                           |
| 102526           | 1999 UG1   | 16 out 1999 | Višnjan Observatory | K. Korlević       | —         | MPC                           |
| 102527           | 1999 UH2   | 17 out 1999 | Višnjan Observatory | K. Korlević       | —         | MPC                           |
| 102528           | 1999 US3   | 26 out 1999 | Anderson Mesa       | LONEOS            | —         | MPC                           |
| 102529           | 1999 UD4   | 27 out 1999 | Višnjan Observatory | K. Korlević       | —         | MPC                           |
| 102530           | 1999 UF4   | 30 out 1999 | Biosphere 2         | G. J. Garradd     | —         | MPC                           |
| 102531           | 1999 UP4   | 31 out 1999 | Ondřejov            | L. Kotková        | —         | MPC                           |
| 102532           | 1999 UU4   | 31 out 1999 | Modra               | A. Galád, J. Tóth | —         | MPC                           |
| 102533           | 1999 UB5   | 28 out 1999 | Catalina            | CSS               | —         | MPC                           |
| 102534           | 1999 UJ5   | 29 out 1999 | Socorro             | LINEAR            | —         | MPC                           |
| 102535           | 1999 UL6   | 28 out 1999 | Xinglong            | SCAP              | —         | MPC                           |
| 102536 Luanenjie | 1999 UN6   | 28 out 1999 | Xinglong            | SCAP              | —         | MPC                           |
| 102537           | 1999 UY7   | 29 out 1999 | Catalina            | CSS               | —         | MPC                           |
| 102538           | 1999 UZ9   | 31 out 1999 | Socorro             | LINEAR            | —         | MPC                           |
| 102539           | 1999 UT10  | 31 out 1999 | Socorro             | LINEAR            | —         | MPC                           |
| 102540           | 1999 UV11  | 29 out 1999 | Kitt Peak           | Spacewatch        | —         | MPC                           |
| 102541           | 1999 UN12  | 28 out 1999 | Catalina            | CSS               | —         | MPC                           |
| 102542           | 1999 UT12  | 29 out 1999 | Catalina            | CSS               | —         | MPC                           |
| 102543           | 1999 UV12  | 29 out 1999 | Catalina            | CSS               | —         | MPC                           |
| 102544           | 1999 UK13  | 29 out 1999 | Catalina            | CSS               | —         | MPC                           |
| 102545           | 1999 UP14  | 29 out 1999 | Catalina            | CSS               | —         | MPC                           |
| 102546           | 1999 UQ15  | 29 out 1999 | Catalina            | CSS               | —         | MPC                           |
| 102547           | 1999 UW15  | 29 out 1999 | Catalina            | CSS               | —         | MPC                           |
| 102548           | 1999 UF16  | 29 out 1999 | Catalina            | CSS               | —         | MPC                           |
| 102549           | 1999 UP16  | 29 out 1999 | Catalina            | CSS               | —         | MPC                           |
| 102550           | 1999 UY17  | 30 out 1999 | Kitt Peak           | Spacewatch        | Mitidika  | MPC                           |
| 102551           | 1999 UC18  | 30 out 1999 | Kitt Peak           | Spacewatch        | —         | MPC                           |
| 102552           | 1999 UF20  | 31 out 1999 | Kitt Peak           | Spacewatch        | —         | MPC                           |
| 102553           | 1999 UJ20  | 31 out 1999 | Kitt Peak           | Spacewatch        | —         | MPC                           |
| 102554           | 1999 US21  | 31 out 1999 | Kitt Peak           | Spacewatch        | —         | MPC                           |
| 102555           | 1999 UG22  | 31 out 1999 | Kitt Peak           | Spacewatch        | —         | MPC                           |
| 102556           | 1999 UW23  | 28 out 1999 | Catalina            | CSS               | —         | MPC                           |
| 102557           | 1999 UY23  | 28 out 1999 | Catalina            | CSS               | —         | MPC                           |
| 102558           | 1999 UJ24  | 28 out 1999 | Catalina            | CSS               | —         | MPC                           |
| 102559           | 1999 UJ25  | 28 out 1999 | Catalina            | CSS               | —         | MPC                           |
| 102560           | 1999 UR25  | 29 out 1999 | Catalina            | CSS               | —         | MPC                           |
| 102561           | 1999 UX27  | 30 out 1999 | Kitt Peak           | Spacewatch        | —         | MPC                           |
| 102562           | 1999 UD28  | 30 out 1999 | Kitt Peak           | Spacewatch        | —         | MPC                           |
| 102563           | 1999 UW29  | 31 out 1999 | Kitt Peak           | Spacewatch        | —         | MPC                           |
| 102564           | 1999 UH30  | 31 out 1999 | Kitt Peak           | Spacewatch        | —         | MPC                           |
| 102565           | 1999 UL30  | 31 out 1999 | Kitt Peak           | Spacewatch        | —         | MPC                           |
| 102566           | 1999 UB32  | 31 out 1999 | Kitt Peak           | Spacewatch        | Mitidika  | MPC                           |
| 102567           | 1999 UY32  | 31 out 1999 | Kitt Peak           | Spacewatch        | —         | MPC                           |
| 102568           | 1999 UG35  | 31 out 1999 | Kitt Peak           | Spacewatch        | Mitidika  | MPC                           |
| 102569           | 1999 UQ35  | 30 out 1999 | Kitt Peak           | Spacewatch        | —         | MPC                           |
| 102570           | 1999 UW35  | 31 out 1999 | Kitt Peak           | Spacewatch        | —         | MPC                           |
| 102571           | 1999 UX35  | 31 out 1999 | Kitt Peak           | Spacewatch        | —         | MPC                           |
| 102572           | 1999 UW36  | 16 out 1999 | Kitt Peak           | Spacewatch        | —         | MPC                           |
| 102573           | 1999 UH40  | 16 out 1999 | Socorro             | LINEAR            | —         | MPC                           |
| 102574           | 1999 UH41  | 17 out 1999 | Anderson Mesa       | LONEOS            | —         | MPC                           |
| 102575           | 1999 UQ42  | 28 out 1999 | Catalina            | CSS               | —         | MPC                           |
| 102576           | 1999 UZ42  | 28 out 1999 | Catalina            | CSS               | —         | MPC                           |
| 102577           | 1999 UE43  | 28 out 1999 | Catalina            | CSS               | —         | MPC                           |
| 102578           | 1999 UO43  | 28 out 1999 | Catalina            | CSS               | —         | MPC                           |
| 102579           | 1999 UZ43  | 29 out 1999 | Catalina            | CSS               | Phocaea   | MPC                           |
| 102580           | 1999 UC44  | 29 out 1999 | Catalina            | CSS               | —         | MPC                           |
| 102581           | 1999 US44  | 30 out 1999 | Catalina            | CSS               | —         | MPC                           |
| 102582           | 1999 UD46  | 31 out 1999 | Catalina            | CSS               | —         | MPC                           |
| 102583           | 1999 UE47  | 29 out 1999 | Catalina            | CSS               | —         | MPC                           |
| 102584           | 1999 UE48  | 30 out 1999 | Catalina            | CSS               | —         | MPC                           |
| 102585           | 1999 UJ48  | 30 out 1999 | Catalina            | CSS               | —         | MPC                           |
| 102586           | 1999 UR49  | 30 out 1999 | Catalina            | CSS               | —         | MPC                           |
| 102587           | 1999 UA50  | 30 out 1999 | Catalina            | CSS               | —         | MPC                           |
| 102588           | 1999 UM52  | 31 out 1999 | Catalina            | CSS               | —         | MPC                           |
| 102589           | 1999 UP52  | 31 out 1999 | Catalina            | CSS               | —         | MPC                           |
| 102590           | 1999 UT52  | 31 out 1999 | Catalina            | CSS               | —         | MPC                           |
| 102591           | 1999 UP57  | 29 out 1999 | Kitt Peak           | Spacewatch        | —         | MPC                           |
| 102592           | 1999 VE1   | 4 nov 1999  | Olathe              | Olathe            | —         | MPC                           |
| 102593           | 1999 VY1   | 5 nov 1999  | Oaxaca              | J. M. Roe         | —         | MPC                           |
| 102594           | 1999 VC3   | 1 nov 1999  | Kitt Peak           | Spacewatch        | —         | MPC                           |
| 102595           | 1999 VJ3   | 1 nov 1999  | Kitt Peak           | Spacewatch        | Mitidika  | MPC                           |
| 102596           | 1999 VN3   | 1 nov 1999  | Kitt Peak           | Spacewatch        | —         | MPC                           |
| 102597           | 1999 VS3   | 1 nov 1999  | Kitt Peak           | Spacewatch        | —         | MPC                           |
| 102598           | 1999 VE4   | 1 nov 1999  | Catalina            | CSS               | —         | MPC                           |
| 102599           | 1999 VX4   | 5 nov 1999  | Višnjan Observatory | K. Korlević       | —         | MPC                           |
| 102600           | 1999 VC5   | 5 nov 1999  | Višnjan Observatory | K. Korlević       | —         | MPC                           |

## 102601–102700
| Designação | Designação | Descoberta  | Descoberta          | Descobridor(es)         | Categoria | Mais informações / Referência |
| Permanente | Provisória | Data        | Local               | Descobridor(es)         | Categoria | Mais informações / Referência |
| ---------- | ---------- | ----------- | ------------------- | ----------------------- | --------- | ----------------------------- |
| 102601     | 1999 VD5   | 5 nov 1999  | Višnjan Observatory | K. Korlević             | —         | MPC                           |
| 102602     | 1999 VG5   | 7 nov 1999  | Višnjan Observatory | K. Korlević             | —         | MPC                           |
| 102603     | 1999 VP5   | 6 nov 1999  | Fountain Hills      | C. W. Juels             | —         | MPC                           |
| 102604     | 1999 VW5   | 5 nov 1999  | Oizumi              | T. Kobayashi            | Mitidika  | MPC                           |
| 102605     | 1999 VH9   | 8 nov 1999  | Višnjan Observatory | K. Korlević             | —         | MPC                           |
| 102606     | 1999 VA10  | 9 nov 1999  | Fountain Hills      | C. W. Juels             | Pallas    | MPC                           |
| 102607     | 1999 VJ11  | 10 nov 1999 | Višnjan Observatory | K. Korlević             | —         | MPC                           |
| 102608     | 1999 VH13  | 1 nov 1999  | Socorro             | LINEAR                  | —         | MPC                           |
| 102609     | 1999 VJ14  | 2 nov 1999  | Socorro             | LINEAR                  | —         | MPC                           |
| 102610     | 1999 VQ15  | 2 nov 1999  | Kitt Peak           | Spacewatch              | —         | MPC                           |
| 102611     | 1999 VK19  | 10 nov 1999 | Višnjan Observatory | K. Korlević             | —         | MPC                           |
| 102612     | 1999 VY19  | 9 nov 1999  | Višnjan Observatory | K. Korlević             | —         | MPC                           |
| 102613     | 1999 VQ20  | 11 nov 1999 | Fountain Hills      | C. W. Juels             | —         | MPC                           |
| 102614     | 1999 VG21  | 12 nov 1999 | Višnjan Observatory | K. Korlević             | —         | MPC                           |
| 102615     | 1999 VJ21  | 12 nov 1999 | Višnjan Observatory | K. Korlević             | —         | MPC                           |
| 102616     | 1999 VC22  | 13 nov 1999 | Višnjan Observatory | K. Korlević             | —         | MPC                           |
| 102617     | 1999 VC23  | 12 nov 1999 | Gnosca              | S. Sposetti             | —         | MPC                           |
| 102618     | 1999 VJ23  | 8 nov 1999  | Majorca             | R. Pacheco, Á. López J. | —         | MPC                           |
| 102619     | 1999 VK23  | 12 nov 1999 | Gnosca              | S. Sposetti             | —         | MPC                           |
| 102620     | 1999 VX23  | 9 nov 1999  | Nachi-Katsuura      | Y. Shimizu, T. Urata    | —         | MPC                           |
| 102621     | 1999 VO25  | 13 nov 1999 | Saji                | Saji Obs.               | —         | MPC                           |
| 102622     | 1999 VR25  | 15 nov 1999 | Kleť                | Kleť Obs.               | —         | MPC                           |
| 102623     | 1999 VM26  | 3 nov 1999  | Socorro             | LINEAR                  | —         | MPC                           |
| 102624     | 1999 VZ26  | 3 nov 1999  | Socorro             | LINEAR                  | Phocaea   | MPC                           |
| 102625     | 1999 VX27  | 15 nov 1999 | Farpoint            | G. Bell, G. Hug         | —         | MPC                           |
| 102626     | 1999 VY27  | 15 nov 1999 | Modra               | L. Kornoš, J. Tóth      | —         | MPC                           |
| 102627     | 1999 VZ27  | 11 nov 1999 | Catalina            | CSS                     | —         | MPC                           |
| 102628     | 1999 VG28  | 3 nov 1999  | Socorro             | LINEAR                  | —         | MPC                           |
| 102629     | 1999 VQ28  | 3 nov 1999  | Socorro             | LINEAR                  | —         | MPC                           |
| 102630     | 1999 VM30  | 3 nov 1999  | Socorro             | LINEAR                  | —         | MPC                           |
| 102631     | 1999 VR31  | 3 nov 1999  | Socorro             | LINEAR                  | —         | MPC                           |
| 102632     | 1999 VX32  | 3 nov 1999  | Socorro             | LINEAR                  | —         | MPC                           |
| 102633     | 1999 VY33  | 3 nov 1999  | Socorro             | LINEAR                  | —         | MPC                           |
| 102634     | 1999 VD34  | 3 nov 1999  | Socorro             | LINEAR                  | —         | MPC                           |
| 102635     | 1999 VH34  | 3 nov 1999  | Socorro             | LINEAR                  | —         | MPC                           |
| 102636     | 1999 VV37  | 3 nov 1999  | Socorro             | LINEAR                  | Pallas    | MPC                           |
| 102637     | 1999 VH38  | 10 nov 1999 | Socorro             | LINEAR                  | —         | MPC                           |
| 102638     | 1999 VQ38  | 10 nov 1999 | Socorro             | LINEAR                  | —         | MPC                           |
| 102639     | 1999 VV38  | 10 nov 1999 | Socorro             | LINEAR                  | —         | MPC                           |
| 102640     | 1999 VO39  | 10 nov 1999 | Socorro             | LINEAR                  | —         | MPC                           |
| 102641     | 1999 VV39  | 11 nov 1999 | Kitt Peak           | Spacewatch              | —         | MPC                           |
| 102642     | 1999 VY42  | 4 nov 1999  | Kitt Peak           | Spacewatch              | Ursula    | MPC                           |
| 102643     | 1999 VQ43  | 1 nov 1999  | Catalina            | CSS                     | —         | MPC                           |
| 102644     | 1999 VA44  | 3 nov 1999  | Catalina            | CSS                     | —         | MPC                           |
| 102645     | 1999 VC44  | 3 nov 1999  | Catalina            | CSS                     | —         | MPC                           |
| 102646     | 1999 VT46  | 3 nov 1999  | Socorro             | LINEAR                  | —         | MPC                           |
| 102647     | 1999 VT47  | 3 nov 1999  | Socorro             | LINEAR                  | —         | MPC                           |
| 102648     | 1999 VR48  | 3 nov 1999  | Socorro             | LINEAR                  | —         | MPC                           |
| 102649     | 1999 VW48  | 3 nov 1999  | Socorro             | LINEAR                  | Brangane  | MPC                           |
| 102650     | 1999 VM51  | 3 nov 1999  | Socorro             | LINEAR                  | —         | MPC                           |
| 102651     | 1999 VS51  | 3 nov 1999  | Socorro             | LINEAR                  | —         | MPC                           |
| 102652     | 1999 VQ52  | 3 nov 1999  | Socorro             | LINEAR                  | —         | MPC                           |
| 102653     | 1999 VG53  | 3 nov 1999  | Socorro             | LINEAR                  | —         | MPC                           |
| 102654     | 1999 VV53  | 4 nov 1999  | Socorro             | LINEAR                  | —         | MPC                           |
| 102655     | 1999 VV54  | 4 nov 1999  | Socorro             | LINEAR                  | —         | MPC                           |
| 102656     | 1999 VY54  | 4 nov 1999  | Socorro             | LINEAR                  | Mitidika  | MPC                           |
| 102657     | 1999 VZ54  | 4 nov 1999  | Socorro             | LINEAR                  | Brangane  | MPC                           |
| 102658     | 1999 VK55  | 4 nov 1999  | Socorro             | LINEAR                  | Mitidika  | MPC                           |
| 102659     | 1999 VO55  | 4 nov 1999  | Socorro             | LINEAR                  | —         | MPC                           |
| 102660     | 1999 VA56  | 4 nov 1999  | Socorro             | LINEAR                  | —         | MPC                           |
| 102661     | 1999 VX57  | 4 nov 1999  | Socorro             | LINEAR                  | —         | MPC                           |
| 102662     | 1999 VZ58  | 4 nov 1999  | Socorro             | LINEAR                  | —         | MPC                           |
| 102663     | 1999 VA59  | 4 nov 1999  | Socorro             | LINEAR                  | —         | MPC                           |
| 102664     | 1999 VB59  | 4 nov 1999  | Socorro             | LINEAR                  | —         | MPC                           |
| 102665     | 1999 VC59  | 4 nov 1999  | Socorro             | LINEAR                  | —         | MPC                           |
| 102666     | 1999 VO60  | 4 nov 1999  | Socorro             | LINEAR                  | —         | MPC                           |
| 102667     | 1999 VB62  | 4 nov 1999  | Socorro             | LINEAR                  | —         | MPC                           |
| 102668     | 1999 VG62  | 4 nov 1999  | Socorro             | LINEAR                  | —         | MPC                           |
| 102669     | 1999 VQ62  | 4 nov 1999  | Socorro             | LINEAR                  | —         | MPC                           |
| 102670     | 1999 VT62  | 4 nov 1999  | Socorro             | LINEAR                  | —         | MPC                           |
| 102671     | 1999 VW62  | 4 nov 1999  | Socorro             | LINEAR                  | —         | MPC                           |
| 102672     | 1999 VY62  | 4 nov 1999  | Socorro             | LINEAR                  | Phocaea   | MPC                           |
| 102673     | 1999 VZ63  | 4 nov 1999  | Socorro             | LINEAR                  | —         | MPC                           |
| 102674     | 1999 VA66  | 4 nov 1999  | Socorro             | LINEAR                  | —         | MPC                           |
| 102675     | 1999 VM66  | 4 nov 1999  | Socorro             | LINEAR                  | —         | MPC                           |
| 102676     | 1999 VC67  | 4 nov 1999  | Socorro             | LINEAR                  | —         | MPC                           |
| 102677     | 1999 VJ68  | 4 nov 1999  | Socorro             | LINEAR                  | —         | MPC                           |
| 102678     | 1999 VL68  | 4 nov 1999  | Socorro             | LINEAR                  | —         | MPC                           |
| 102679     | 1999 VP68  | 4 nov 1999  | Socorro             | LINEAR                  | —         | MPC                           |
| 102680     | 1999 VQ68  | 4 nov 1999  | Socorro             | LINEAR                  | —         | MPC                           |
| 102681     | 1999 VM69  | 4 nov 1999  | Socorro             | LINEAR                  | —         | MPC                           |
| 102682     | 1999 VQ69  | 4 nov 1999  | Socorro             | LINEAR                  | —         | MPC                           |
| 102683     | 1999 VW69  | 4 nov 1999  | Socorro             | LINEAR                  | —         | MPC                           |
| 102684     | 1999 VG70  | 4 nov 1999  | Socorro             | LINEAR                  | —         | MPC                           |
| 102685     | 1999 VK70  | 4 nov 1999  | Socorro             | LINEAR                  | —         | MPC                           |
| 102686     | 1999 VS70  | 4 nov 1999  | Socorro             | LINEAR                  | —         | MPC                           |
| 102687     | 1999 VR71  | 4 nov 1999  | Socorro             | LINEAR                  | —         | MPC                           |
| 102688     | 1999 VK72  | 12 nov 1999 | Xinglong            | SCAP                    | —         | MPC                           |
| 102689     | 1999 VA73  | 12 nov 1999 | Socorro             | LINEAR                  | —         | MPC                           |
| 102690     | 1999 VG73  | 1 nov 1999  | Kitt Peak           | Spacewatch              | —         | MPC                           |
| 102691     | 1999 VS73  | 1 nov 1999  | Kitt Peak           | Spacewatch              | —         | MPC                           |
| 102692     | 1999 VW73  | 1 nov 1999  | Kitt Peak           | Spacewatch              | —         | MPC                           |
| 102693     | 1999 VL77  | 3 nov 1999  | Socorro             | LINEAR                  | —         | MPC                           |
| 102694     | 1999 VO77  | 3 nov 1999  | Socorro             | LINEAR                  | —         | MPC                           |
| 102695     | 1999 VP77  | 3 nov 1999  | Socorro             | LINEAR                  | —         | MPC                           |
| 102696     | 1999 VA81  | 4 nov 1999  | Socorro             | LINEAR                  | —         | MPC                           |
| 102697     | 1999 VE84  | 6 nov 1999  | Kitt Peak           | Spacewatch              | —         | MPC                           |
| 102698     | 1999 VL85  | 5 nov 1999  | Catalina            | CSS                     | —         | MPC                           |
| 102699     | 1999 VH86  | 5 nov 1999  | Socorro             | LINEAR                  | —         | MPC                           |
| 102700     | 1999 VR86  | 7 nov 1999  | Socorro             | LINEAR                  | —         | MPC                           |

## 102701–102800
| Designação | Designação | Descoberta  | Descoberta | Descobridor(es) | Categoria | Mais informações / Referência |
| Permanente | Provisória | Data        | Local      | Descobridor(es) | Categoria | Mais informações / Referência |
| ---------- | ---------- | ----------- | ---------- | --------------- | --------- | ----------------------------- |
| 102701     | 1999 VU86  | 7 nov 1999  | Socorro    | LINEAR          | Phocaea   | MPC                           |
| 102702     | 1999 VY86  | 7 nov 1999  | Socorro    | LINEAR          | —         | MPC                           |
| 102703     | 1999 VE87  | 6 nov 1999  | Socorro    | LINEAR          | —         | MPC                           |
| 102704     | 1999 VO87  | 5 nov 1999  | Socorro    | LINEAR          | —         | MPC                           |
| 102705     | 1999 VM88  | 4 nov 1999  | Socorro    | LINEAR          | —         | MPC                           |
| 102706     | 1999 VT90  | 5 nov 1999  | Socorro    | LINEAR          | —         | MPC                           |
| 102707     | 1999 VA91  | 5 nov 1999  | Socorro    | LINEAR          | —         | MPC                           |
| 102708     | 1999 VB91  | 5 nov 1999  | Socorro    | LINEAR          | —         | MPC                           |
| 102709     | 1999 VL91  | 5 nov 1999  | Socorro    | LINEAR          | —         | MPC                           |
| 102710     | 1999 VM91  | 5 nov 1999  | Socorro    | LINEAR          | —         | MPC                           |
| 102711     | 1999 VE93  | 9 nov 1999  | Socorro    | LINEAR          | —         | MPC                           |
| 102712     | 1999 VQ93  | 9 nov 1999  | Socorro    | LINEAR          | Mitidika  | MPC                           |
| 102713     | 1999 VT93  | 9 nov 1999  | Socorro    | LINEAR          | —         | MPC                           |
| 102714     | 1999 VW93  | 9 nov 1999  | Socorro    | LINEAR          | —         | MPC                           |
| 102715     | 1999 VZ93  | 9 nov 1999  | Socorro    | LINEAR          | —         | MPC                           |
| 102716     | 1999 VZ94  | 9 nov 1999  | Socorro    | LINEAR          | —         | MPC                           |
| 102717     | 1999 VO95  | 9 nov 1999  | Socorro    | LINEAR          | —         | MPC                           |
| 102718     | 1999 VZ97  | 9 nov 1999  | Socorro    | LINEAR          | —         | MPC                           |
| 102719     | 1999 VR98  | 9 nov 1999  | Socorro    | LINEAR          | —         | MPC                           |
| 102720     | 1999 VW98  | 9 nov 1999  | Socorro    | LINEAR          | —         | MPC                           |
| 102721     | 1999 VZ98  | 9 nov 1999  | Socorro    | LINEAR          | —         | MPC                           |
| 102722     | 1999 VL99  | 9 nov 1999  | Socorro    | LINEAR          | —         | MPC                           |
| 102723     | 1999 VM99  | 9 nov 1999  | Socorro    | LINEAR          | —         | MPC                           |
| 102724     | 1999 VP99  | 9 nov 1999  | Socorro    | LINEAR          | —         | MPC                           |
| 102725     | 1999 VE100 | 9 nov 1999  | Socorro    | LINEAR          | —         | MPC                           |
| 102726     | 1999 VX100 | 9 nov 1999  | Socorro    | LINEAR          | Mitidika  | MPC                           |
| 102727     | 1999 VF101 | 9 nov 1999  | Socorro    | LINEAR          | —         | MPC                           |
| 102728     | 1999 VS101 | 9 nov 1999  | Socorro    | LINEAR          | —         | MPC                           |
| 102729     | 1999 VX101 | 9 nov 1999  | Socorro    | LINEAR          | Mitidika  | MPC                           |
| 102730     | 1999 VE102 | 9 nov 1999  | Socorro    | LINEAR          | —         | MPC                           |
| 102731     | 1999 VJ102 | 9 nov 1999  | Socorro    | LINEAR          | —         | MPC                           |
| 102732     | 1999 VV102 | 9 nov 1999  | Socorro    | LINEAR          | —         | MPC                           |
| 102733     | 1999 VX103 | 9 nov 1999  | Socorro    | LINEAR          | —         | MPC                           |
| 102734     | 1999 VB104 | 9 nov 1999  | Socorro    | LINEAR          | —         | MPC                           |
| 102735     | 1999 VX104 | 9 nov 1999  | Socorro    | LINEAR          | —         | MPC                           |
| 102736     | 1999 VE105 | 9 nov 1999  | Socorro    | LINEAR          | —         | MPC                           |
| 102737     | 1999 VW105 | 9 nov 1999  | Socorro    | LINEAR          | —         | MPC                           |
| 102738     | 1999 VM106 | 9 nov 1999  | Socorro    | LINEAR          | —         | MPC                           |
| 102739     | 1999 VB107 | 9 nov 1999  | Socorro    | LINEAR          | —         | MPC                           |
| 102740     | 1999 VJ107 | 9 nov 1999  | Socorro    | LINEAR          | —         | MPC                           |
| 102741     | 1999 VX109 | 9 nov 1999  | Socorro    | LINEAR          | —         | MPC                           |
| 102742     | 1999 VE111 | 9 nov 1999  | Socorro    | LINEAR          | —         | MPC                           |
| 102743     | 1999 VJ111 | 9 nov 1999  | Socorro    | LINEAR          | —         | MPC                           |
| 102744     | 1999 VO111 | 9 nov 1999  | Socorro    | LINEAR          | —         | MPC                           |
| 102745     | 1999 VZ111 | 9 nov 1999  | Socorro    | LINEAR          | —         | MPC                           |
| 102746     | 1999 VK113 | 9 nov 1999  | Socorro    | LINEAR          | —         | MPC                           |
| 102747     | 1999 VB116 | 4 nov 1999  | Kitt Peak  | Spacewatch      | —         | MPC                           |
| 102748     | 1999 VL117 | 9 nov 1999  | Kitt Peak  | Spacewatch      | —         | MPC                           |
| 102749     | 1999 VY117 | 9 nov 1999  | Kitt Peak  | Spacewatch      | Phocaea   | MPC                           |
| 102750     | 1999 VO119 | 3 nov 1999  | Kitt Peak  | Spacewatch      | —         | MPC                           |
| 102751     | 1999 VR120 | 4 nov 1999  | Kitt Peak  | Spacewatch      | —         | MPC                           |
| 102752     | 1999 VX121 | 4 nov 1999  | Kitt Peak  | Spacewatch      | —         | MPC                           |
| 102753     | 1999 VB123 | 5 nov 1999  | Kitt Peak  | Spacewatch      | —         | MPC                           |
| 102754     | 1999 VY123 | 5 nov 1999  | Kitt Peak  | Spacewatch      | —         | MPC                           |
| 102755     | 1999 VX127 | 9 nov 1999  | Kitt Peak  | Spacewatch      | —         | MPC                           |
| 102756     | 1999 VZ127 | 9 nov 1999  | Kitt Peak  | Spacewatch      | —         | MPC                           |
| 102757     | 1999 VA128 | 9 nov 1999  | Kitt Peak  | Spacewatch      | Mitidika  | MPC                           |
| 102758     | 1999 VK130 | 9 nov 1999  | Catalina   | CSS             | —         | MPC                           |
| 102759     | 1999 VL130 | 9 nov 1999  | Catalina   | CSS             | —         | MPC                           |
| 102760     | 1999 VG132 | 9 nov 1999  | Kitt Peak  | Spacewatch      | Mitidika  | MPC                           |
| 102761     | 1999 VH133 | 10 nov 1999 | Kitt Peak  | Spacewatch      | —         | MPC                           |
| 102762     | 1999 VX133 | 10 nov 1999 | Kitt Peak  | Spacewatch      | —         | MPC                           |
| 102763     | 1999 VO135 | 7 nov 1999  | Socorro    | LINEAR          | —         | MPC                           |
| 102764     | 1999 VF136 | 9 nov 1999  | Socorro    | LINEAR          | —         | MPC                           |
| 102765     | 1999 VN136 | 9 nov 1999  | Socorro    | LINEAR          | —         | MPC                           |
| 102766     | 1999 VQ136 | 9 nov 1999  | Socorro    | LINEAR          | —         | MPC                           |
| 102767     | 1999 VZ136 | 12 nov 1999 | Socorro    | LINEAR          | —         | MPC                           |
| 102768     | 1999 VC139 | 9 nov 1999  | Kitt Peak  | Spacewatch      | —         | MPC                           |
| 102769     | 1999 VW139 | 10 nov 1999 | Kitt Peak  | Spacewatch      | —         | MPC                           |
| 102770     | 1999 VK140 | 10 nov 1999 | Kitt Peak  | Spacewatch      | —         | MPC                           |
| 102771     | 1999 VY141 | 10 nov 1999 | Kitt Peak  | Spacewatch      | —         | MPC                           |
| 102772     | 1999 VT142 | 11 nov 1999 | Kitt Peak  | Spacewatch      | —         | MPC                           |
| 102773     | 1999 VD144 | 11 nov 1999 | Catalina   | CSS             | —         | MPC                           |
| 102774     | 1999 VH144 | 11 nov 1999 | Catalina   | CSS             | —         | MPC                           |
| 102775     | 1999 VS144 | 13 nov 1999 | Catalina   | CSS             | —         | MPC                           |
| 102776     | 1999 VZ144 | 13 nov 1999 | Catalina   | CSS             | —         | MPC                           |
| 102777     | 1999 VH145 | 8 nov 1999  | Socorro    | LINEAR          | Phocaea   | MPC                           |
| 102778     | 1999 VT145 | 9 nov 1999  | Socorro    | LINEAR          | —         | MPC                           |
| 102779     | 1999 VN146 | 12 nov 1999 | Socorro    | LINEAR          | —         | MPC                           |
| 102780     | 1999 VO147 | 13 nov 1999 | Socorro    | LINEAR          | —         | MPC                           |
| 102781     | 1999 VO148 | 14 nov 1999 | Socorro    | LINEAR          | —         | MPC                           |
| 102782     | 1999 VE151 | 14 nov 1999 | Socorro    | LINEAR          | —         | MPC                           |
| 102783     | 1999 VK151 | 14 nov 1999 | Socorro    | LINEAR          | —         | MPC                           |
| 102784     | 1999 VB152 | 9 nov 1999  | Kitt Peak  | Spacewatch      | —         | MPC                           |
| 102785     | 1999 VW152 | 10 nov 1999 | Kitt Peak  | Spacewatch      | —         | MPC                           |
| 102786     | 1999 VV153 | 13 nov 1999 | Kitt Peak  | Spacewatch      | —         | MPC                           |
| 102787     | 1999 VN154 | 12 nov 1999 | Kitt Peak  | Spacewatch      | —         | MPC                           |
| 102788     | 1999 VY154 | 13 nov 1999 | Kitt Peak  | Spacewatch      | —         | MPC                           |
| 102789     | 1999 VJ156 | 12 nov 1999 | Socorro    | LINEAR          | —         | MPC                           |
| 102790     | 1999 VH157 | 14 nov 1999 | Socorro    | LINEAR          | —         | MPC                           |
| 102791     | 1999 VR157 | 14 nov 1999 | Socorro    | LINEAR          | —         | MPC                           |
| 102792     | 1999 VN158 | 14 nov 1999 | Socorro    | LINEAR          | —         | MPC                           |
| 102793     | 1999 VO158 | 14 nov 1999 | Socorro    | LINEAR          | —         | MPC                           |
| 102794     | 1999 VZ158 | 14 nov 1999 | Socorro    | LINEAR          | —         | MPC                           |
| 102795     | 1999 VA163 | 14 nov 1999 | Socorro    | LINEAR          | —         | MPC                           |
| 102796     | 1999 VB163 | 14 nov 1999 | Socorro    | LINEAR          | —         | MPC                           |
| 102797     | 1999 VE165 | 14 nov 1999 | Socorro    | LINEAR          | —         | MPC                           |
| 102798     | 1999 VF165 | 14 nov 1999 | Socorro    | LINEAR          | —         | MPC                           |
| 102799     | 1999 VO165 | 14 nov 1999 | Socorro    | LINEAR          | —         | MPC                           |
| 102800     | 1999 VS165 | 14 nov 1999 | Socorro    | LINEAR          | —         | MPC                           |

## 102801–102900
| Designação | Designação | Descoberta  | Descoberta          | Descobridor(es) | Categoria | Mais informações / Referência |
| Permanente | Provisória | Data        | Local               | Descobridor(es) | Categoria | Mais informações / Referência |
| ---------- | ---------- | ----------- | ------------------- | --------------- | --------- | ----------------------------- |
| 102801     | 1999 VX166 | 14 nov 1999 | Socorro             | LINEAR          | —         | MPC                           |
| 102802     | 1999 VB168 | 14 nov 1999 | Socorro             | LINEAR          | —         | MPC                           |
| 102803     | 1999 VA169 | 14 nov 1999 | Socorro             | LINEAR          | —         | MPC                           |
| 102804     | 1999 VJ170 | 14 nov 1999 | Socorro             | LINEAR          | —         | MPC                           |
| 102805     | 1999 VM170 | 14 nov 1999 | Socorro             | LINEAR          | —         | MPC                           |
| 102806     | 1999 VU170 | 14 nov 1999 | Socorro             | LINEAR          | —         | MPC                           |
| 102807     | 1999 VE171 | 14 nov 1999 | Socorro             | LINEAR          | —         | MPC                           |
| 102808     | 1999 VG172 | 14 nov 1999 | Socorro             | LINEAR          | —         | MPC                           |
| 102809     | 1999 VT173 | 15 nov 1999 | Socorro             | LINEAR          | —         | MPC                           |
| 102810     | 1999 VH174 | 10 nov 1999 | Anderson Mesa       | LONEOS          | —         | MPC                           |
| 102811     | 1999 VM176 | 4 nov 1999  | Socorro             | LINEAR          | —         | MPC                           |
| 102812     | 1999 VO176 | 4 nov 1999  | Socorro             | LINEAR          | —         | MPC                           |
| 102813     | 1999 VE177 | 5 nov 1999  | Socorro             | LINEAR          | —         | MPC                           |
| 102814     | 1999 VK177 | 5 nov 1999  | Socorro             | LINEAR          | —         | MPC                           |
| 102815     | 1999 VL177 | 5 nov 1999  | Socorro             | LINEAR          | —         | MPC                           |
| 102816     | 1999 VK179 | 6 nov 1999  | Socorro             | LINEAR          | —         | MPC                           |
| 102817     | 1999 VE180 | 5 nov 1999  | Socorro             | LINEAR          | —         | MPC                           |
| 102818     | 1999 VH180 | 5 nov 1999  | Socorro             | LINEAR          | —         | MPC                           |
| 102819     | 1999 VJ181 | 9 nov 1999  | Socorro             | LINEAR          | —         | MPC                           |
| 102820     | 1999 VO181 | 9 nov 1999  | Socorro             | LINEAR          | —         | MPC                           |
| 102821     | 1999 VR181 | 9 nov 1999  | Socorro             | LINEAR          | —         | MPC                           |
| 102822     | 1999 VD182 | 9 nov 1999  | Socorro             | LINEAR          | —         | MPC                           |
| 102823     | 1999 VM182 | 9 nov 1999  | Socorro             | LINEAR          | —         | MPC                           |
| 102824     | 1999 VU182 | 9 nov 1999  | Socorro             | LINEAR          | —         | MPC                           |
| 102825     | 1999 VQ183 | 12 nov 1999 | Socorro             | LINEAR          | —         | MPC                           |
| 102826     | 1999 VA184 | 15 nov 1999 | Socorro             | LINEAR          | Mitidika  | MPC                           |
| 102827     | 1999 VU184 | 15 nov 1999 | Socorro             | LINEAR          | —         | MPC                           |
| 102828     | 1999 VS186 | 15 nov 1999 | Socorro             | LINEAR          | —         | MPC                           |
| 102829     | 1999 VK187 | 15 nov 1999 | Socorro             | LINEAR          | —         | MPC                           |
| 102830     | 1999 VU187 | 15 nov 1999 | Socorro             | LINEAR          | —         | MPC                           |
| 102831     | 1999 VK189 | 15 nov 1999 | Socorro             | LINEAR          | —         | MPC                           |
| 102832     | 1999 VL189 | 15 nov 1999 | Socorro             | LINEAR          | —         | MPC                           |
| 102833     | 1999 VU189 | 15 nov 1999 | Socorro             | LINEAR          | —         | MPC                           |
| 102834     | 1999 VF190 | 15 nov 1999 | Socorro             | LINEAR          | —         | MPC                           |
| 102835     | 1999 VN190 | 15 nov 1999 | Socorro             | LINEAR          | —         | MPC                           |
| 102836     | 1999 VL191 | 12 nov 1999 | Socorro             | LINEAR          | —         | MPC                           |
| 102837     | 1999 VE192 | 14 nov 1999 | Socorro             | LINEAR          | Brangane  | MPC                           |
| 102838     | 1999 VO192 | 1 nov 1999  | Anderson Mesa       | LONEOS          | —         | MPC                           |
| 102839     | 1999 VY193 | 3 nov 1999  | Socorro             | LINEAR          | —         | MPC                           |
| 102840     | 1999 VO194 | 1 nov 1999  | Catalina            | CSS             | —         | MPC                           |
| 102841     | 1999 VT194 | 2 nov 1999  | Catalina            | CSS             | —         | MPC                           |
| 102842     | 1999 VP196 | 1 nov 1999  | Catalina            | CSS             | —         | MPC                           |
| 102843     | 1999 VZ197 | 3 nov 1999  | Catalina            | CSS             | —         | MPC                           |
| 102844     | 1999 VM198 | 3 nov 1999  | Catalina            | CSS             | —         | MPC                           |
| 102845     | 1999 VP198 | 3 nov 1999  | Catalina            | CSS             | —         | MPC                           |
| 102846     | 1999 VR201 | 3 nov 1999  | Socorro             | LINEAR          | —         | MPC                           |
| 102847     | 1999 VV202 | 5 nov 1999  | Socorro             | LINEAR          | —         | MPC                           |
| 102848     | 1999 VR203 | 9 nov 1999  | Anderson Mesa       | LONEOS          | —         | MPC                           |
| 102849     | 1999 VT210 | 13 nov 1999 | Catalina            | CSS             | Eos       | MPC                           |
| 102850     | 1999 VF211 | 14 nov 1999 | Catalina            | CSS             | —         | MPC                           |
| 102851     | 1999 VX212 | 12 nov 1999 | Anderson Mesa       | LONEOS          | —         | MPC                           |
| 102852     | 1999 VG213 | 12 nov 1999 | Socorro             | LINEAR          | —         | MPC                           |
| 102853     | 1999 VU217 | 5 nov 1999  | Socorro             | LINEAR          | —         | MPC                           |
| 102854     | 1999 VN220 | 3 nov 1999  | Socorro             | LINEAR          | —         | MPC                           |
| 102855     | 1999 VM223 | 5 nov 1999  | Socorro             | LINEAR          | —         | MPC                           |
| 102856     | 1999 VQ223 | 5 nov 1999  | Socorro             | LINEAR          | —         | MPC                           |
| 102857     | 1999 VG224 | 5 nov 1999  | Socorro             | LINEAR          | —         | MPC                           |
| 102858     | 1999 VY225 | 5 nov 1999  | Socorro             | LINEAR          | —         | MPC                           |
| 102859     | 1999 WH1   | 28 nov 1999 | Kleť                | Kleť Obs.       | —         | MPC                           |
| 102860     | 1999 WJ1   | 28 nov 1999 | Kleť                | Kleť Obs.       | —         | MPC                           |
| 102861     | 1999 WZ2   | 27 nov 1999 | Višnjan Observatory | K. Korlević     | —         | MPC                           |
| 102862     | 1999 WB3   | 27 nov 1999 | Višnjan Observatory | K. Korlević     | —         | MPC                           |
| 102863     | 1999 WL3   | 28 nov 1999 | Oizumi              | T. Kobayashi    | —         | MPC                           |
| 102864     | 1999 WA4   | 28 nov 1999 | Oizumi              | T. Kobayashi    | —         | MPC                           |
| 102865     | 1999 WD4   | 28 nov 1999 | Oizumi              | T. Kobayashi    | —         | MPC                           |
| 102866     | 1999 WA5   | 28 nov 1999 | Oizumi              | T. Kobayashi    | —         | MPC                           |
| 102867     | 1999 WE5   | 30 nov 1999 | Kleť                | Kleť Obs.       | —         | MPC                           |
| 102868     | 1999 WO6   | 28 nov 1999 | Višnjan Observatory | K. Korlević     | —         | MPC                           |
| 102869     | 1999 WN10  | 28 nov 1999 | Kitt Peak           | Spacewatch      | —         | MPC                           |
| 102870     | 1999 WZ10  | 30 nov 1999 | Kitt Peak           | Spacewatch      | —         | MPC                           |
| 102871     | 1999 WB11  | 30 nov 1999 | Kitt Peak           | Spacewatch      | —         | MPC                           |
| 102872     | 1999 WE11  | 30 nov 1999 | Kitt Peak           | Spacewatch      | —         | MPC                           |
| 102873     | 1999 WK11  | 30 nov 1999 | Kitt Peak           | Spacewatch      | —         | MPC                           |
| 102874     | 1999 WA12  | 28 nov 1999 | Kitt Peak           | Spacewatch      | —         | MPC                           |
| 102875     | 1999 WB12  | 28 nov 1999 | Kitt Peak           | Spacewatch      | —         | MPC                           |
| 102876     | 1999 WL12  | 29 nov 1999 | Kitt Peak           | Spacewatch      | —         | MPC                           |
| 102877     | 1999 WV13  | 28 nov 1999 | Kitt Peak           | Spacewatch      | —         | MPC                           |
| 102878     | 1999 WZ14  | 29 nov 1999 | Kitt Peak           | Spacewatch      | —         | MPC                           |
| 102879     | 1999 WP15  | 29 nov 1999 | Kitt Peak           | Spacewatch      | —         | MPC                           |
| 102880     | 1999 WA18  | 30 nov 1999 | Kitt Peak           | Spacewatch      | Chloris   | MPC                           |
| 102881     | 1999 WE18  | 30 nov 1999 | Kitt Peak           | Spacewatch      | —         | MPC                           |
| 102882     | 1999 WX19  | 17 nov 1999 | Anderson Mesa       | LONEOS          | —         | MPC                           |
| 102883     | 1999 WA20  | 16 nov 1999 | Catalina            | CSS             | —         | MPC                           |
| 102884     | 1999 XQ1   | 2 dez 1999  | Socorro             | LINEAR          | —         | MPC                           |
| 102885     | 1999 XX1   | 3 dez 1999  | Fountain Hills      | C. W. Juels     | —         | MPC                           |
| 102886     | 1999 XG4   | 4 dez 1999  | Catalina            | CSS             | —         | MPC                           |
| 102887     | 1999 XM4   | 4 dez 1999  | Catalina            | CSS             | —         | MPC                           |
| 102888     | 1999 XV4   | 4 dez 1999  | Catalina            | CSS             | —         | MPC                           |
| 102889     | 1999 XL5   | 4 dez 1999  | Catalina            | CSS             | —         | MPC                           |
| 102890     | 1999 XV5   | 4 dez 1999  | Catalina            | CSS             | —         | MPC                           |
| 102891     | 1999 XK6   | 4 dez 1999  | Catalina            | CSS             | —         | MPC                           |
| 102892     | 1999 XY6   | 4 dez 1999  | Catalina            | CSS             | —         | MPC                           |
| 102893     | 1999 XF7   | 4 dez 1999  | Catalina            | CSS             | —         | MPC                           |
| 102894     | 1999 XV8   | 5 dez 1999  | Socorro             | LINEAR          | —         | MPC                           |
| 102895     | 1999 XY9   | 5 dez 1999  | Kitt Peak           | Spacewatch      | —         | MPC                           |
| 102896     | 1999 XD10  | 5 dez 1999  | Kitt Peak           | Spacewatch      | —         | MPC                           |
| 102897     | 1999 XA11  | 5 dez 1999  | Catalina            | CSS             | —         | MPC                           |
| 102898     | 1999 XD11  | 5 dez 1999  | Catalina            | CSS             | —         | MPC                           |
| 102899     | 1999 XN11  | 5 dez 1999  | Catalina            | CSS             | —         | MPC                           |
| 102900     | 1999 XX12  | 5 dez 1999  | Socorro             | LINEAR          | —         | MPC                           |

## 102901–103000
| Designação | Designação | Descoberta  | Descoberta          | Descobridor(es) | Categoria | Mais informações / Referência |
| Permanente | Provisória | Data        | Local               | Descobridor(es) | Categoria | Mais informações / Referência |
| ---------- | ---------- | ----------- | ------------------- | --------------- | --------- | ----------------------------- |
| 102901     | 1999 XU14  | 6 dez 1999  | Socorro             | LINEAR          | —         | MPC                           |
| 102902     | 1999 XD15  | 6 dez 1999  | Socorro             | LINEAR          | —         | MPC                           |
| 102903     | 1999 XK15  | 5 dez 1999  | Višnjan Observatory | K. Korlević     | —         | MPC                           |
| 102904     | 1999 XF16  | 6 dez 1999  | Socorro             | LINEAR          | —         | MPC                           |
| 102905     | 1999 XV16  | 7 dez 1999  | Socorro             | LINEAR          | —         | MPC                           |
| 102906     | 1999 XJ18  | 3 dez 1999  | Socorro             | LINEAR          | —         | MPC                           |
| 102907     | 1999 XZ18  | 3 dez 1999  | Socorro             | LINEAR          | —         | MPC                           |
| 102908     | 1999 XO19  | 5 dez 1999  | Socorro             | LINEAR          | —         | MPC                           |
| 102909     | 1999 XR19  | 5 dez 1999  | Socorro             | LINEAR          | —         | MPC                           |
| 102910     | 1999 XT19  | 5 dez 1999  | Socorro             | LINEAR          | —         | MPC                           |
| 102911     | 1999 XZ19  | 5 dez 1999  | Socorro             | LINEAR          | —         | MPC                           |
| 102912     | 1999 XA21  | 5 dez 1999  | Socorro             | LINEAR          | —         | MPC                           |
| 102913     | 1999 XT21  | 5 dez 1999  | Socorro             | LINEAR          | —         | MPC                           |
| 102914     | 1999 XT22  | 6 dez 1999  | Socorro             | LINEAR          | —         | MPC                           |
| 102915     | 1999 XT23  | 6 dez 1999  | Socorro             | LINEAR          | Pallas    | MPC                           |
| 102916     | 1999 XG24  | 6 dez 1999  | Socorro             | LINEAR          | —         | MPC                           |
| 102917     | 1999 XK24  | 12 dez 1999 | Socorro             | LINEAR          | —         | MPC                           |
| 102918     | 1999 XW24  | 6 dez 1999  | Socorro             | LINEAR          | —         | MPC                           |
| 102919     | 1999 XC26  | 6 dez 1999  | Socorro             | LINEAR          | —         | MPC                           |
| 102920     | 1999 XC27  | 6 dez 1999  | Socorro             | LINEAR          | —         | MPC                           |
| 102921     | 1999 XH27  | 6 dez 1999  | Socorro             | LINEAR          | —         | MPC                           |
| 102922     | 1999 XA30  | 6 dez 1999  | Socorro             | LINEAR          | —         | MPC                           |
| 102923     | 1999 XX30  | 6 dez 1999  | Socorro             | LINEAR          | —         | MPC                           |
| 102924     | 1999 XZ30  | 6 dez 1999  | Socorro             | LINEAR          | —         | MPC                           |
| 102925     | 1999 XZ32  | 6 dez 1999  | Socorro             | LINEAR          | —         | MPC                           |
| 102926     | 1999 XH34  | 6 dez 1999  | Socorro             | LINEAR          | —         | MPC                           |
| 102927     | 1999 XX35  | 6 dez 1999  | Oizumi              | T. Kobayashi    | —         | MPC                           |
| 102928     | 1999 XU36  | 7 dez 1999  | Fountain Hills      | C. W. Juels     | —         | MPC                           |
| 102929     | 1999 XQ37  | 7 dez 1999  | Blauvac             | R. Roy          | —         | MPC                           |
| 102930     | 1999 XO40  | 7 dez 1999  | Socorro             | LINEAR          | —         | MPC                           |
| 102931     | 1999 XE41  | 7 dez 1999  | Socorro             | LINEAR          | —         | MPC                           |
| 102932     | 1999 XH41  | 7 dez 1999  | Socorro             | LINEAR          | —         | MPC                           |
| 102933     | 1999 XV41  | 7 dez 1999  | Socorro             | LINEAR          | —         | MPC                           |
| 102934     | 1999 XY42  | 7 dez 1999  | Socorro             | LINEAR          | —         | MPC                           |
| 102935     | 1999 XK43  | 7 dez 1999  | Socorro             | LINEAR          | —         | MPC                           |
| 102936     | 1999 XH44  | 7 dez 1999  | Socorro             | LINEAR          | —         | MPC                           |
| 102937     | 1999 XS46  | 7 dez 1999  | Socorro             | LINEAR          | —         | MPC                           |
| 102938     | 1999 XU47  | 7 dez 1999  | Socorro             | LINEAR          | —         | MPC                           |
| 102939     | 1999 XV47  | 7 dez 1999  | Socorro             | LINEAR          | —         | MPC                           |
| 102940     | 1999 XY49  | 7 dez 1999  | Socorro             | LINEAR          | —         | MPC                           |
| 102941     | 1999 XF50  | 7 dez 1999  | Socorro             | LINEAR          | —         | MPC                           |
| 102942     | 1999 XX50  | 7 dez 1999  | Socorro             | LINEAR          | —         | MPC                           |
| 102943     | 1999 XY51  | 7 dez 1999  | Socorro             | LINEAR          | —         | MPC                           |
| 102944     | 1999 XE52  | 7 dez 1999  | Socorro             | LINEAR          | —         | MPC                           |
| 102945     | 1999 XT52  | 7 dez 1999  | Socorro             | LINEAR          | —         | MPC                           |
| 102946     | 1999 XM53  | 7 dez 1999  | Socorro             | LINEAR          | —         | MPC                           |
| 102947     | 1999 XS53  | 7 dez 1999  | Socorro             | LINEAR          | —         | MPC                           |
| 102948     | 1999 XU54  | 7 dez 1999  | Socorro             | LINEAR          | —         | MPC                           |
| 102949     | 1999 XB56  | 7 dez 1999  | Socorro             | LINEAR          | —         | MPC                           |
| 102950     | 1999 XF56  | 7 dez 1999  | Socorro             | LINEAR          | —         | MPC                           |
| 102951     | 1999 XG56  | 7 dez 1999  | Socorro             | LINEAR          | —         | MPC                           |
| 102952     | 1999 XB58  | 7 dez 1999  | Socorro             | LINEAR          | Eos       | MPC                           |
| 102953     | 1999 XR58  | 7 dez 1999  | Socorro             | LINEAR          | —         | MPC                           |
| 102954     | 1999 XX58  | 7 dez 1999  | Socorro             | LINEAR          | —         | MPC                           |
| 102955     | 1999 XZ59  | 7 dez 1999  | Socorro             | LINEAR          | —         | MPC                           |
| 102956     | 1999 XH61  | 7 dez 1999  | Socorro             | LINEAR          | —         | MPC                           |
| 102957     | 1999 XK62  | 7 dez 1999  | Socorro             | LINEAR          | —         | MPC                           |
| 102958     | 1999 XT63  | 7 dez 1999  | Socorro             | LINEAR          | —         | MPC                           |
| 102959     | 1999 XX64  | 7 dez 1999  | Socorro             | LINEAR          | Mitidika  | MPC                           |
| 102960     | 1999 XV65  | 7 dez 1999  | Socorro             | LINEAR          | —         | MPC                           |
| 102961     | 1999 XZ65  | 7 dez 1999  | Socorro             | LINEAR          | Mitidika  | MPC                           |
| 102962     | 1999 XB66  | 7 dez 1999  | Socorro             | LINEAR          | —         | MPC                           |
| 102963     | 1999 XU66  | 7 dez 1999  | Socorro             | LINEAR          | —         | MPC                           |
| 102964     | 1999 XW66  | 7 dez 1999  | Socorro             | LINEAR          | —         | MPC                           |
| 102965     | 1999 XH67  | 7 dez 1999  | Socorro             | LINEAR          | —         | MPC                           |
| 102966     | 1999 XO67  | 7 dez 1999  | Socorro             | LINEAR          | —         | MPC                           |
| 102967     | 1999 XF69  | 7 dez 1999  | Socorro             | LINEAR          | —         | MPC                           |
| 102968     | 1999 XW69  | 7 dez 1999  | Socorro             | LINEAR          | —         | MPC                           |
| 102969     | 1999 XB71  | 7 dez 1999  | Socorro             | LINEAR          | —         | MPC                           |
| 102970     | 1999 XG71  | 7 dez 1999  | Socorro             | LINEAR          | —         | MPC                           |
| 102971     | 1999 XP72  | 7 dez 1999  | Socorro             | LINEAR          | —         | MPC                           |
| 102972     | 1999 XP74  | 7 dez 1999  | Socorro             | LINEAR          | —         | MPC                           |
| 102973     | 1999 XT74  | 7 dez 1999  | Socorro             | LINEAR          | —         | MPC                           |
| 102974     | 1999 XQ75  | 7 dez 1999  | Socorro             | LINEAR          | —         | MPC                           |
| 102975     | 1999 XF76  | 7 dez 1999  | Socorro             | LINEAR          | —         | MPC                           |
| 102976     | 1999 XG76  | 7 dez 1999  | Socorro             | LINEAR          | —         | MPC                           |
| 102977     | 1999 XV76  | 7 dez 1999  | Socorro             | LINEAR          | —         | MPC                           |
| 102978     | 1999 XD77  | 7 dez 1999  | Socorro             | LINEAR          | —         | MPC                           |
| 102979     | 1999 XV77  | 7 dez 1999  | Socorro             | LINEAR          | —         | MPC                           |
| 102980     | 1999 XA78  | 7 dez 1999  | Socorro             | LINEAR          | —         | MPC                           |
| 102981     | 1999 XC78  | 7 dez 1999  | Socorro             | LINEAR          | —         | MPC                           |
| 102982     | 1999 XR79  | 7 dez 1999  | Socorro             | LINEAR          | —         | MPC                           |
| 102983     | 1999 XA80  | 7 dez 1999  | Socorro             | LINEAR          | —         | MPC                           |
| 102984     | 1999 XJ81  | 7 dez 1999  | Socorro             | LINEAR          | —         | MPC                           |
| 102985     | 1999 XZ81  | 7 dez 1999  | Socorro             | LINEAR          | —         | MPC                           |
| 102986     | 1999 XD82  | 7 dez 1999  | Socorro             | LINEAR          | —         | MPC                           |
| 102987     | 1999 XM87  | 7 dez 1999  | Socorro             | LINEAR          | —         | MPC                           |
| 102988     | 1999 XC88  | 7 dez 1999  | Socorro             | LINEAR          | —         | MPC                           |
| 102989     | 1999 XD88  | 7 dez 1999  | Socorro             | LINEAR          | —         | MPC                           |
| 102990     | 1999 XF88  | 7 dez 1999  | Socorro             | LINEAR          | —         | MPC                           |
| 102991     | 1999 XF90  | 7 dez 1999  | Socorro             | LINEAR          | —         | MPC                           |
| 102992     | 1999 XP90  | 7 dez 1999  | Socorro             | LINEAR          | —         | MPC                           |
| 102993     | 1999 XL91  | 7 dez 1999  | Socorro             | LINEAR          | —         | MPC                           |
| 102994     | 1999 XG92  | 7 dez 1999  | Socorro             | LINEAR          | —         | MPC                           |
| 102995     | 1999 XN92  | 7 dez 1999  | Socorro             | LINEAR          | —         | MPC                           |
| 102996     | 1999 XV92  | 7 dez 1999  | Socorro             | LINEAR          | —         | MPC                           |
| 102997     | 1999 XF94  | 7 dez 1999  | Socorro             | LINEAR          | —         | MPC                           |
| 102998     | 1999 XJ94  | 7 dez 1999  | Socorro             | LINEAR          | Phocaea   | MPC                           |
| 102999     | 1999 XP95  | 7 dez 1999  | Oizumi              | T. Kobayashi    | —         | MPC                           |
| 103000     | 1999 XT95  | 9 dez 1999  | Oizumi              | T. Kobayashi    | —         | MPC                           |